# Liste der denkmalgeschützten Objekte in Wien/Innere Stadt/E–He
Die Liste der denkmalgeschützten Objekte in Wien/Innere Stadt enthält die 798 denkmalgeschützten unbeweglichen Objekte des 1. Wiener Gemeindebezirks Innere Stadt.

## Denkmäler
| Foto |                 | Denkmal | Standort                                                            | Beschreibung | Metadaten |
| ---- | --------------- | --- | ------------------------------------------------------------------- | --- | --- |
| ja   | Datei hochladen | Miethaus HERIS-ID: 33326 Objekt-ID: 30754                                                                                             | Ebendorferstraße 4 Standort KG: Innere Stadt                        | Das Gebäude entstand 1880–1883 als Teil des von Franz von Neumann entworfenen Gebäudekomplexes zwischen Rathausplatz und Ebendorferstraße. Die strenghistoristische Fassade ist durch einen übergiebelten Mittelrisalit, toskanische Riesensäulen in der Sockelzone, korinthische Riesenpilaster und Balkone mit Schmiedeeisengittern, die von Hermen getragen werden, gestaltet. | BDA-Hist.: Q37951434 Status: Bescheid Stand der BDA-Liste: 2025-06-30 Name: Miethaus GstNr.: 1540/2 Haus Ebendorferstraße 4 |
| ja   | Datei hochladen | Edith-Stein-Haus HERIS-ID: 111335 Objekt-ID: 129149                                                                                   | Ebendorferstraße 8 Standort KG: Innere Stadt                        | Das Eckhaus in Formen der Neu-Wiener Renaissance wurde 1883/84 von Wilhelm Stiassny erbaut. Der Eckrisalit trägt einen zweigeschoßigen, von Hermen getragenen Erker; in der mit Diamantquadern gegliederten Sockelzone befindet sich unter einem Balkon das ionische Säulenportal mit weiblichen Figuren im Zwickel oberhalb des Rundbogentors. Im Attikageschoß wechseln einander Rundbogenfenster und Hermen (Karyatiden) ab. Eine Gedenktafel erinnert an Karl Strobl, den Begründer der Katholischen Hochschulgemeinde, die im Haus ihren Sitz hat. Namensgeberin des Hauses ist Edith Stein. | BDA-Hist.: Q37823307 Status: § 2a Stand der BDA-Liste: 2025-06-30 Name: Edith-Stein-Haus GstNr.: 1541 Haus Ebendorferstraße 8 |
| ja   | Datei hochladen | Studentenkapelle der Hochschulgemeinde Wien im Edith-Stein-Haus HERIS-ID: 33357 Objekt-ID: 30796                                      | Ebendorferstraße 8 Standort KG: Innere Stadt                        | Ottokar Uhl schuf 1956/57 die Studentenkapelle im Edith-Stein-Haus. Der Raum wird durch Betonpfeiler in drei Schiffe geteilt; die Decke des Altarraums sowie die beiden seitlichen Stirnwände sind verglast. Hinter dem Altar befindet sich ein Kruzifix aus dem 18. Jahrhundert. | BDA-Hist.: Q37951696 Status: Bescheid Stand der BDA-Liste: 2025-06-30 Name: Studentenkapelle der Hochschulgemeinde Wien im Edith-Stein-Haus GstNr.: 1541 Edith-Stein-Kapelle, Wien                                                                    |
| ja   | Datei hochladen | Ehem. Hotel Britannia HERIS-ID: 43704 Objekt-ID: 44379                                                                                | Elisabethstraße 11 Standort KG: Innere Stadt                        | Dieser freistehende strenghistoristische Monumentalbau (Identadresse mit Hauptportal: Schillerplatz 4) wurde 1871–1873 von der Allgemeinen österreichischen Baugesellschaft errichtet; die Planung oblag den Architekten Heinrich Claus und Joseph Gross. Vom Typ ähnelt der Bau dem Heinrichshof. Er weist ortsteingegliederte Eckrisalite mit geschichteten Fenstern, Balkonen und pilastergegliederten Pavillons sowie ein Balkonsäulenportal mit vier allegorischen Statuen auf. | BDA-Hist.: Q38004980 Status: Bescheid Stand der BDA-Liste: 2025-06-30 Name: Ehem. Hotel Britannia GstNr.: 1205/3 Elisabethstraße 11, Vienna |
| ja   | Datei hochladen | Böhlerhaus, Teil des Hotels Méridien HERIS-ID: 47376 Objekt-ID: 50393                                                                 | Elisabethstraße 12 Standort KG: Innere Stadt                        | Dieses als Firmenzentrale geplante Haus wurde 1956–1958 von Roland Rainer erbaut. Oberhalb der Eingangshalle erhebt sich eine Fassade mit horizontalen Blechbändern. Das Dachgeschoß ist leicht zurückgesetzt. | BDA-Hist.: Q38026695 Status: Bescheid Stand der BDA-Liste: 2025-06-30 Name: Böhlerhaus, Teil des Hotels Méridien GstNr.: 1230 Böhlerhaus |
| ja   | Datei hochladen | Ehem. Palais Mayr HERIS-ID: 32002 Objekt-ID: 29036                                                                                    | Elisabethstraße 18 Standort KG: Innere Stadt                        | Dieses 1862 von Romano und Schwendenwein errichtete Gebäude ist ein frühes Beispiel des strengen Historismus in Wien. Über einem rustizierten Sockel erheben sich additiv gegliederte Ädikulafenster. Die Einfahrt ist pilastergegliedert mit Ädikulen und einem Kreuzrippengewölbe. | BDA-Hist.: Q37945512 Status: Bescheid Stand der BDA-Liste: 2025-06-30 Name: Ehem. Palais Mayr GstNr.: 1212 Palais Mayr |
| ja   | Datei hochladen | Mietpalais HERIS-ID: 32004 Objekt-ID: 29038                                                                                           | Elisabethstraße 20 Standort KG: Innere Stadt                        | Das palaisartige strenghistoristische Gebäude wurde 1862 von Romano und Schwendenwein erbaut. Über einem rustizierten Sockel erhebt sich ein Balkon oberhalb des Portals, die Fensteranordnung ist rein additiv. | BDA-Hist.: Q37945532 Status: Bescheid Stand der BDA-Liste: 2025-06-30 Name: Mietpalais GstNr.: 1211 Elisabethstraße 20, Vienna |
| ja   | Datei hochladen | Miethaus HERIS-ID: 33358 Objekt-ID: 30797                                                                                             | Elisabethstraße 24 Standort KG: Innere Stadt                        | Die Pläne für das 1862 errichtete frühhistoristische Gebäude stammen von Johann Romano und August Schwendenwein. Die Fassade ist mit additiver Giebelfenstergliederung, geschichteten Rundbogenarkaden, Pilastern an einem breiten flachen Mittelrisalit, abgefasten Eckrisaliten sowie einer Attikabalustrade gestaltet. – Identanschrift: Eschenbachgasse 4. | BDA-Hist.: Q37951709 Status: Bescheid Stand der BDA-Liste: 2025-06-30 Name: Miethaus GstNr.: 1192 |
| ja   | Datei hochladen | Gebäude des Ingenieur- und Architektenvereins samt Boltenstern-Bar-Einrichtung HERIS-ID: 32048 Objekt-ID: 29098                       | Eschenbachgasse 9 Standort KG: Innere Stadt                         | Das strenghistoristische Palais Eschenbach, 1870–1872 nach Plänen von Otto Thienemann erbaut, zeigt oberhalb der hohen Sockelzone Sichtziegelmauerwerk, Eckrisalite mit Ortsteinquadern, Ädikulen mit Segmentgiebeln zwischen ionischen Halbsäulen und eine Attikabalustrade mit Götterfiguren von Franz Melnitzky. Die im Haus gelegene Bar wurde in den 1950er Jahren von Erich Boltenstern gestaltet. | BDA-Hist.: Q37945894 Status: Bescheid Stand der BDA-Liste: 2025-06-30 Name: Gebäude des Ingenieur- und Architektenvereins samt Boltenstern-Bar-Einrichtung GstNr.: 1204/1 Palais Eschenbach                                                           |
| ja   | Datei hochladen | Gebäude des Österr. Gewerbevereins, Palais Eschenbach HERIS-ID: 32049 Objekt-ID: 29099                                                | Eschenbachgasse 11 Standort KG: Innere Stadt                        | Das Gebäude des Gewerbevereins wurde in den 1860er Jahren nach Plänen von Architekt Otto Thienemann im palladianischen Stil erbaut. Im Jahr 1872 wurde es von Kaiser Franz Joseph I. eröffnet. Eigentümer ist nach wie vor der Gewerbeverein. | BDA-Hist.: Q37945906 Status: Bescheid Stand der BDA-Liste: 2025-06-30 Name: Gebäude des Österr. Gewerbevereins, Palais Eschenbach GstNr.: 1204/4 Palais Eschenbach                                                                                    |
| ja   | Datei hochladen | Ludwig Zamenhof-Denkmal HERIS-ID: 4604 Objekt-ID: 450 Wien Kulturgut: 70995                                                           | Esperanto-Park Standort KG: Innere Stadt                            | Die Bronzebüste auf einem Postament zum Gedenken an den Schöpfer des Esperanto schuf Josef Müller-Weidler im Jahre 1958. | BDA-Hist.: Q38007732 Status: § 2a Stand der BDA-Liste: 2025-06-30 Name: Ludwig Zamenhof-Denkmal GstNr.: 1899/12 Zamenhof monument, Vienna |
| ja   | Datei hochladen | Wohn- und Geschäftshaus HERIS-ID: 32282 Objekt-ID: 29357                                                                              | Falkestraße 8 Standort KG: Innere Stadt                             | Das späthistoristische Eckhaus (Identanschrift: Stubenring 20) wurde 1901/02 durch Alois Maria Wurm-Arnkreuz erbaut und nach Beschädigungen im Zweiten Weltkrieg durch Franz Mörth instand gesetzt. Bemerkenswert ist das Foyer mit Marmorverkleidung, Stuckdecke und Metallluster sowie einer weiblichen Marmorfigur im Stiegenhaus. | BDA-Hist.: Q37947152 Status: Bescheid Stand der BDA-Liste: 2025-06-30 Name: Wohn- und Geschäftshaus GstNr.: 790/4 |
| ja   | Datei hochladen | Wohnhaus, Zum goldenen Stiefel HERIS-ID: 81445 Objekt-ID: 95216seit 2015                                                              | Färbergasse 6 Standort KG: Innere Stadt                             | Das klassizistische Eckhaus wurde 1807 von Josef Koch erbaut. Es ist additiv gegliedert, im Erdgeschoß durch Rundbogenöffnungen, durch gerade verdachte Fenstergesimse mit dekorierten Sturzfeldern in Obergeschoßen. Das letzte Geschoß ist durch ein Kranzgesims abgesetzt. Anmerkung: Identadresse Ledererhof 4 | BDA-Hist.: Q38175772 Status: Bescheid Stand der BDA-Liste: 2025-06-30 Name: Wohnhaus, Zum goldenen Stiefel GstNr.: 338 |
| ja   | Datei hochladen | Musisch-Pädagogisches Realgymnasium HERIS-ID: 56575 Objekt-ID: 66064                                                                  | Fichtegasse 3 Standort KG: Innere Stadt                             | Der an drei Seiten frei stehende strenghistoristische Bau wurde 1868–1870 nach Plänen von Heinrich von Ferstel in Formen der Wiener Neo-Renaissance errichtet. Die Fassade ist mit additiven Giebelfenstern und breiten Eckrisaliten, das Attikageschoß mit Pilastern und Rundbogenfenstern gestaltet. | BDA-Hist.: Q38072949 Status: Bescheid Stand der BDA-Liste: 2025-06-30 Name: Musisch-Pädagogisches Realgymnasium GstNr.: 1335/4 Realgymnasium Fichtegasse 3, Vienna                                                                                    |
| ja   | Datei hochladen | Wohn- und Geschäftshaus HERIS-ID: 81919 Objekt-ID: 95714                                                                              | Fichtegasse 5 Standort KG: Innere Stadt                             | Das strenghistoristische Eckhaus in Formen der Wiener Neo-Renaissance entstand 1869/70 durch Carl Tietz. Die Fassade ist mit additiven Giebelfenstern ausgeführt; der abgefaste Eckrisalit trägt einen durch Pilaster und Halbsäulen gegliederten Erker. | BDA-Hist.: Q38177101 Status: Bescheid Stand der BDA-Liste: 2025-06-30 Name: Wohn- und Geschäftshaus GstNr.: 1337 Fichtegasse 5, Vienna |
| ja   | Datei hochladen | Kommunaler Wohnbau HERIS-ID: 25613 Objekt-ID: 22048 Wiener Wohnen: 312                                                                | Fischerstiege 4–8 Standort KG: Innere Stadt                         | Dieser Bau wurde 1951–1953 von Otto Niedermoser errichtet. Es handelt sich um eine Baulückenverbauung nach Bombenschäden, er wurde in Zusammenhang mit dem gegenüberliegenden Bau Fischerstiege 1–7 errichtet. Durch das stark ansteigende Straßenniveau ist der Bau mehrfach abgestuft, seine Fassade ist horizontal gegliedert. Durch sein Walmdach mit Gauben und die Übernahme benachbarter Gesims- und Traufhöhen, versucht der Bau sich in den benachbarten Bestand einzufügen. | BDA-Hist.: Q37895352 Status: § 2a Stand der BDA-Liste: 2025-06-30 Name: Kommunaler Wohnbau GstNr.: 482/1 Fischerstiege 4–8, Vienna |
| ja   | Datei hochladen | Orendihof, Reinerhof HERIS-ID: 33373 Objekt-ID: 30818                                                                                 | Fleischmarkt 1 Standort KG: Innere Stadt                            | Das monumentale spätsecessionistische Wohn- und Geschäftshaus wurde 1909/10 errichtet (Architekt: Arthur Baron) und 1913 mit den Häusern Fleischmarkt 3 und 5 zu einem Druckereizentrum des Steyrermühl-Konzerns zusammengelegt. 1985 erfolgte ein Dachausbau, 1987/89 ein Gesamtumbau durch Harry Glück & Partner. Die Fassade des Gebäudes folgt der Biegung des Fleischmarktes; ein Turm für Foyers, Treppe und Lift teilt die Fassade in zwei Abschnitte: Zur Rotenturmstraße liegen drei plattenverkleidete Schauseiten mit einer vorgehängten Metallrahmenkonstruktion und darüber farbig verfliester Fassade, während vier Achsen zum Steyrerhof als rot-weiß-gelbe Ziegelfassade gestaltet sind. Eine Gedenktafel erinnert an den Dirigenten Franz Schalk. Im Keller befinden sich die Wiener Kammerspiele. | BDA-Hist.: Q37951855 Status: Bescheid Stand der BDA-Liste: 2025-06-30 Name: Orendihof, Reinerhof GstNr.: 660 Orendihof |
| ja   | Datei hochladen | Wohn- und Geschäftshaus HERIS-ID: 33375 Objekt-ID: 30820                                                                              | Fleischmarkt 3–5 Standort KG: Innere Stadt                          | Dieses bemerkenswerte spätsecessionistische Gebäude wurde 1910 von Arthur Baron erbaut. Zwischen Stahlbetonpfeilern befinden sich erkerartig eingehängte Metall-Glaskonstruktionen in drei Geschoßen. Darüber erhebt sich eine zweigeschoßige Putzfassade mit Wappenrelief, die von einem Rundgiebel abgeschlossen wird. | BDA-Hist.: Q37951888 Status: Bescheid Stand der BDA-Liste: 2025-06-30 Name: Wohn- und Geschäftshaus GstNr.: 661 Fleischmarkt 3, Vienna |
| ja   | Datei hochladen | Handelshaus Julius Meinl HERIS-ID: 33376 Objekt-ID: 30827                                                                             | Fleischmarkt 7 Standort KG: Innere Stadt                            | Das Gebäude wurde 1899 durch Max Kropf als Handelshaus der Fa. Julius Meinl erbaut. Die Putzfassade zeigt neoklassizistischen Dekor, Stuckreliefs von Wilhelm Hejda nehmen ebenso auf den Kaffeehandel des Unternehmens Bezug wie die Wappen der Handelsstädte Hamburg, Triest und London. Oberhalb der Wappen verläuft auf einem Gitter die Inschrift „Julius Meinl’s Kaffee Import“. Eine Gedenktafel erinnert an Billy Wilder. | BDA-Hist.: Q37951901 Status: Bescheid Stand der BDA-Liste: 2025-06-30 Name: Handelshaus Julius Meinl GstNr.: 664/1 Fleischmarkt 7, Vienna |
| ja   | Datei hochladen | Wohn- und Geschäftshaus „Zu den 3 Raben“ HERIS-ID: 77126 Objekt-ID: 90731                                                             | Fleischmarkt 8 Standort KG: Innere Stadt                            | Identadresse Rotenturmstraße 21. Die Parzelle des Hauses wurde zugunsten des öffentlichen Raums, der sich hier platzartig öffnet, auf 486 m² reduziert. Gebaut wurde es 1897 von Viktor Siedek (ursprünglich unter der Adresse Rotenturmstraße 25 und 27). Auffallendstes Merkmal sind die Runderker mit Metallhelmen. Über dem Portal Rotenturmstraße 21 sowie in die Pilasterfüllungen an der Hauptfassade wurden die Wahrzeichen des alten Hauses, drei Raben, eingefügt. Daneben ist eine Gedenktafel für Rigas Velestinlis angebracht. | BDA-Hist.: Q38148613 Status: Bescheid Stand der BDA-Liste: 2025-06-30 Name: Wohn- und Geschäftshaus "Zu den 3 Raben" GstNr.: 630 Zu den drei Raben, Vienna                                                                                            |
| ja   | Datei hochladen | Gasthaus Zur Mariahilf/Stapfferisches Haus HERIS-ID: 33377 Objekt-ID: 30828                                                           | Fleischmarkt 9 Standort KG: Innere Stadt                            | Das dreiseitig frei stehende Eckhaus stammt im Kern aus dem Mittelalter, wurde Mitte des 16. Jahrhunderts und um 1700 verändert und erweitert und erfuhr 1804 eine weitere Veränderung durch Karl Molner. Die gekrümmte Fassade aus der Mitte des 16. Jahrhunderts trägt einen Renaissanceerker sowie steingerahmte Fenster mit steinernen Sohlbänken; sie ist durch Gesimsbänder sowie ein abschließendes Akanthus- und Girlandenband (um 1700) gegliedert. In einer Ädikulanische befindet sich ein Marienrelief aus dem zweiten Viertel des 16. Jahrhunderts. Im dreieckigen Hof befinden sich Arkadenreste im ersten Obergeschoß sowie Pawlatschengänge und eine Zweipfeilerstiege vom Anfang des 19. Jahrhunderts. | BDA-Hist.: Q37951912 Status: Bescheid Stand der BDA-Liste: 2025-06-30 Name: Gasthaus Zur Mariahilf/Stapfferisches Haus GstNr.: 665 Zur Mariahilf, Fleischmarkt 9, Vienna                                                                              |
| ja   | Datei hochladen | Griechenbeisl/Zum roten Dachl/Reichenberger Beisl samt Turm HERIS-ID: 33378 Objekt-ID: 30831                                          | Fleischmarkt 11 Standort KG: Innere Stadt                           | Das Gebäude wurde schon um 1500 als Gasthof erwähnt und ist ein heterogener Baukomplex, der mit Schwibbögen mit den Nachbarhäusern verbunden ist. Vom gotischen Kern des Gebäudes ist ein Wohnturm im Hof erhalten, spätere Umbauten und Erweiterungen gab es im 16., frühen 17., frühen und späten 18. Jahrhundert. Der Trakt zur Griechengasse ist viergeschoßig mit geknickter Fassade, zum Fleischmarkt ist der Bau dreigeschoßig, wobei die Obergeschoße in Form von Flacherkern auf Spitzbogenkonsolen ausgeführt sind. Die Fenster sind durch Ortsteine und Bänder gegliedert und stammen in den oberen Geschoßen aus dem 18. Jahrhundert, darunter aus früheren Bauphasen. | BDA-Hist.: Q1546289 Status: Bescheid Stand der BDA-Liste: 2025-06-30 Name: Griechenbeisl/Zum roten Dachl/Reichenberger Beisl samt Turm GstNr.: 668 Griechenbeisl                                                                                      |
| ja   | Datei hochladen | Darvar-Hof HERIS-ID: 77122 Objekt-ID: 90727                                                                                           | Fleischmarkt 12 Standort KG: Innere Stadt                           | Das an drei Seiten freistehende späthistoristische Miethaus in neobarocken Formen entstand 1895. Die Fassade ist durch additive Fensterreihung und Eckerker gegliedert. Das Portal mit Lisenengliederung und gesprengtem Giebel hat noch die originale Holztüre, die Verglasung des Windfangs zum Foyer ist in Ätzglastechnik verziert. Anmerkung: Identanschrift: Köllnerhofgasse 6 | BDA-Hist.: Q38148563 Status: Bescheid Stand der BDA-Liste: 2025-06-30 Name: Darvar-Hof GstNr.: 712 |
| ja   | Datei hochladen | Griechisch-orientalische Kirche Hl. Dreifaltigkeit (Metropolitankathedrale) mit Pfarr- und Schulhaus HERIS-ID: 47340 Objekt-ID: 50306 | Fleischmarkt 13 Standort KG: Innere Stadt                           | Die Gemeinde wurde 1782 gegründet, bis 1784 wurde eine ältere Kapelle im Stockhammerschen Palais zur ersten griechisch-orthodoxen Kirche umgestaltet. Der jetzige Bau stammt von Theophil Hansen, der die ältere Kirche 1856–1858 umbaute sowie auch Pfarr- und Schulhaus errichtete, deren Fassade mit der der Kirche eine Einheit bilden. Der Bau mit seinen (auch im Werk Hansens untypischen) byzantinischen Formen gilt als wichtiges Werk des romantischen Historismus in Wien. Es ist ein Sichtziegelbau mit Fassadenturm über einem Mittelrisaliten. Die Gemälde in der mittleren Achse stammen von Carl Rahl. Das Innere der Kirche stammt großteils ebenfalls aus den 1850er-Jahren, insbesondere auch die zweigeschoßige Ikonostasis, deren Bilder von Leopold Brunner angefertigt wurden. | BDA-Hist.: Q877807 Status: § 2a Stand der BDA-Liste: 2025-06-30 Name: Griechisch-orientalische Kirche Hl. Dreifaltigkeit (Metropolitankathedrale) mit Pfarr- u. Schulhaus GstNr.: 669, 670 Holy Trinity Greek Orthodox Church, Vienna                 |
| ja   | Datei hochladen | Wohn- und Geschäftshaus HERIS-ID: 62797 Objekt-ID: 75381                                                                              | Fleischmarkt 14 Standort KG: Innere Stadt                           | Das frühsecessionistische, von Ferdinand Dehm und Franz Olbricht 1898/99 geschaffene Miethaus orientiert sich in der Gestaltung am Wiener Secessionsgebäude. Die Fassade ist durch Pylonen gegliedert und durch teilweise vergoldeten Stuckdekor verziert; ein Attikaaufsatz schließt die Fassade ab. Das Portal ist durch Büsten gekrönt; die Holztüre enthält die originale Verglasung mit Blumengitter. Das Foyer ist durch kulissenartige secessionistische Blendarchitektur aus Stuck in Form von Eulenaufsätzen und Masken gestaltet. | BDA-Hist.: Q38101195 Status: Bescheid Stand der BDA-Liste: 2025-06-30 Name: Wohn- und Geschäftshaus GstNr.: 711 Fleischmarkt 14 |
| ja   | Datei hochladen | Schwindhof HERIS-ID: 33379 Objekt-ID: 30832                                                                                           | Fleischmarkt 15 Standort KG: Innere Stadt                           | Das fünfgeschoßige barocke Bürgerhaus wurde 1718 errichtet und 1783 sowie 1858 umgebaut. Die Fensterachsen sind durch Stuckdekor zusammengefasst. Das Steinportal mit Korbbogen und einer Verdachung, die das Gesims fortsetzt, ist asymmetrisch angeordnet. Oberhalb des Tors befindet sich ein von zwei Engeln getragenes Medaillon mit einer Darstellung der sitzenden Madonna mit Kind. Die Hinterhoffassade weist in drei Geschoßen Pawlatschengänge auf. – Das Gebäude ist der Geburtsort des Malers Moritz von Schwind und das Sterbehaus des Schriftstellers Heinrich Joseph von Collin. | BDA-Hist.: Q37951936 Status: Bescheid Stand der BDA-Liste: 2025-06-30 Name: Schwindhof GstNr.: 671 Schwindhof, Vienna |
| ja   | Datei hochladen | Wohn- und Geschäftshaus Zur weißen Rose, Zur Goldenen Rose, Mandalahof HERIS-ID: 32066 Objekt-ID: 29121                               | Fleischmarkt 16 Standort KG: Innere Stadt                           | Das klassizistische fünfgeschoßige Miethaus, das im Kern aus der ersten Hälfte des 17. Jahrhunderts stammt, entstand in der jetzigen Form 1802/04. Die Fassade ist asymmetrisch gestaltet mit einer zurücktretenden Seitenachse; in der genuteten Beletage sitzen Lünettenfenster mit Reliefs der vier Jahreszeiten sowie einem gekrönten Wappenschild. Der rückwärtige Trakt umschließt einen zuerst langen schmalen, dann zu einem Rechteck erweiterten Hof und ist durch eine großzügige Vierpfeilertreppe erschlossen. | BDA-Hist.: Q37946009 Status: Bescheid Stand der BDA-Liste: 2025-06-30 Name: Wohn- und Geschäftshaus Zur weißen Rose, Zur Goldenen Rose, Mandalahof GstNr.: 710 Fleischmarkt 16, Vienna                                                                |
| ja   | Datei hochladen | Nakosches-Haus/Toleranzhaus HERIS-ID: 33380 Objekt-ID: 30833                                                                          | Fleischmarkt 18 Standort KG: Innere Stadt                           | Das spätklassizistische monumentale Eckhaus wurde 1793 erbaut und 1830 umgestaltet. Die Fassade ist geknickt, der Mittelrisalit springt leicht vor, die Fensterachsen sind im zweiten und dritten Geschoß zusammengezogen, im vierten und fünften Geschoß erheben sich Kolossalpilaster über Balustraden. Über dem vierten Geschoß befindet sich in der Mitte ein vergoldetes Medaillon mit einer Reliefdarstellung Kaiser Josephs II., rechts und links davon zieht sich in den Putzfeldern eine Inschrift, die das Toleranzpatent preist und die dem Haus den Namen gab. | BDA-Hist.: Q37951942 Status: Bescheid Stand der BDA-Liste: 2025-06-30 Name: Nakosches-Haus/Toleranzhaus GstNr.: 709 |
| ja   | Datei hochladen | Hauptpost, ehem. Laurenzergebäude HERIS-ID: 33381 Objekt-ID: 30834                                                                    | Fleischmarkt 19 Standort KG: Innere Stadt                           | Der Gebäudekomplex entstand ab dem Ende des 13. Jahrhunderts als Klosteranlage, zunächst (1301–1424) für die Dominikanerinnen, dann als Chorfrauenstift. Ab 1638 wurde der Komplex als regelmäßige Anlage um zwei Höfe neu errichtet; erhalten blieb die östlich davon gelegene gotische Kirche. Nach Aufhebung des Klosters 1783 wurde das Gebäude für ärarische Zwecke adaptiert. 1818/19 wurde die Kirche abgerissen, ebenso die Trakte am Laurenzerberg, die durch einen etwas versetzten Neubau ersetzt wurden; der Altbau wurde aufgestockt. Seit 1875 diente das Gebäude der Postverwaltung. 1991–1994 wurden die Bauten um die beiden nördlichen Höfe abgebrochen und durch das Architekturbüro Neumann + Partner durch einen Neubau ersetzt, ebenso die Altbauten revitalisiert. Die 19-achsige Fassade zum Fleischmarkt ist durch einen fünfachsigen übergiebelten Mittelrisalit mit genutetem Sockel gestaltet, sparsam durch Gesimse gegliedert und mit Ranken, Balustern, Lorbeerkränzen und Girlanden dekoriert. Das Giebelfeld trägt vollplastisch ausgebildete Engel mit dem kaiserlichen Doppeladler. | BDA-Hist.: Q37951949 Status: Bescheid Stand der BDA-Liste: 2025-06-30 Name: Hauptpost, ehem. Laurenzergebäude GstNr.: 674 Laurenzergebäude |
| ja   | Datei hochladen | Miethaus, Theater in der Drachengasse HERIS-ID: 77123 Objekt-ID: 90728                                                                | Fleischmarkt 20–22 Standort KG: Innere Stadt                        | Das an drei Seiten freistehende spätklassizistische Miethaus wurde 1823–1825 für Georg Simon von Sina erbaut. Der Mittelrisalit ist durch korinthische Kolossalpilaster gegliedert, die Fassade durch additive Fensterreihung geprägt. Die beiden Portale weisen Holztüren mit schmiedeeisernen Lünetten und Beschlägen aus der Errichtungszeit auf. – Im Erdgeschoß befindet sich das Theater Drachengasse. | BDA-Hist.: Q38148575 Status: Bescheid Stand der BDA-Liste: 2025-06-30 Name: Miethaus, Theater in der Drachengasse GstNr.: 706 Fleischmarkt 20-22 |
| ja   | Datei hochladen | Wohnhaus HERIS-ID: 64099 Objekt-ID: 76800                                                                                             | Fleischmarkt 26 Standort KG: Innere Stadt                           | Das secessionistische Miethaus wurde 1902 erbaut und hat ein stuckiertes Foyer und Stiegenhaus mit originalem secessionistischen Geländer und Liftgitter. Teilweise sind noch originale Türrahmen erhalten. | BDA-Hist.: Q38105326 Status: Bescheid Stand der BDA-Liste: 2025-06-30 Name: Wohnhaus GstNr.: 703 |
| ja   | Datei hochladen | Wohn- und Geschäftshaus HERIS-ID: 77125 Objekt-ID: 90730                                                                              | Fleischmarkt 28 Standort KG: Innere Stadt                           | Das 1902/03 errichtete secessionistische Eckhaus zur Postgasse ist an der Ecke abgeschrägt. Der Sockel ist rustiziert, die Obergeschoße zeigen Putzdekor und Stuckmasken. Auch die Eingangstüren, das Foyer sowie Stiegenhäuser und Gänge sind in secessionistischem Stil gestaltet. | BDA-Hist.: Q38148600 Status: Bescheid Stand der BDA-Liste: 2025-06-30 Name: Wohn- und Geschäftshaus GstNr.: 695/1 |
| ja   | Datei hochladen | Mosesbrunnen HERIS-ID: 24545 Objekt-ID: 20946 Wien Kulturgut: 47963                                                                   | Franziskanerplatz Standort KG: Innere Stadt                         | Der Mosesbrunnen wurde 1798 von Johann Martin Fischer in Blei gefertigt und Ende des 19. Jahrhunderts in Bronze gegossen. Aus einem oktogonalen, leicht geschwungenen Brunnenbecken ragt ein Sockel mit Löwenmaske als Wasserspeier und einem Relief trinkender Israeliten, darauf befindet sich die Statue des Moses mit Stab. | BDA-Hist.: Q1738034 Status: § 2a Stand der BDA-Liste: 2025-06-30 Name: Mosesbrunnen GstNr.: 1707 Mosesbrunnen, Vienna |
| ja   | Datei hochladen | Orellisches Haus HERIS-ID: 33390 Objekt-ID: 30855                                                                                     | Franziskanerplatz 1 Standort KG: Innere Stadt                       | Das Eckhaus aus der Phase des Übergangs von Früh- zu Hochbarock wurde 1698 für Peter Baron von Orelli errichtet und 1756 aufgestockt. Die Oberzone oberhalb des weitgehend veränderten Sockels ist durch vertikal durch Parapetputzfelder verbundene gerade verdachte Fenster gestaltet. An der Front zur Weihburggasse befindet sich ein zweiachsiger Erker. Das barockklassizistische dreiachsige Korbbogenportal aus dem zweiten Viertel des 18. Jahrhunderts ist von toskanischen Säulen und rundbogigen ehemaligen Gehtüren mit toskanischen Pilastern flankiert; darüber liegt ein Triglyphenfries, der durch einen gesprengten Segmentgiebel mit einem Balkongitter abgeschlossen wird. Im ersten Hof, der im zweiten Viertel des 19. Jahrhunderts mit einer frühhistoristischen kassettierten Hofeindeckung versehen wurde, ist ein barockes Brunnenbecken mit einer Zinkgussstatue „Rebekka“ von Anton Ramelmayr (1846) vorhanden. Im zweiten Innenhof befinden sich geschlossene Pawlatschen auf mächtigen Konsolen. – Eine Gedenktafel erinnert an Egon Caesar Conte Corti. | BDA-Hist.: Q37952025 Status: Bescheid Stand der BDA-Liste: 2025-06-30 Name: Orellisches Haus GstNr.: 918 Orellisches Haus |
| ja   | Datei hochladen | Wohnhaus HERIS-ID: 40823 Objekt-ID: 40875                                                                                             | Franziskanerplatz 3 Standort KG: Innere Stadt                       | Das barocke Wohnhaus wurde 1802 um zwei Geschoße aufgestockt und erhielt eine neue schlichte klassizistische Fassade. Erdgeschoß und erstes Obergeschoß sind genutet, die Oberzone ist durch Gesimsbänder gegliedert. Die schlichten Fenster sind teilweise vermauert. Im Erdgeschoß befinden sich späthistoristische Geschäftsportale. Anmerkung: Identadresse Singerstraße 24 | BDA-Hist.: Q37996611 Status: Bescheid Stand der BDA-Liste: 2025-06-30 Name: Wohnhaus GstNr.: 914 Franziskanerplatz 3, Vienna |
| ja   | Datei hochladen | Franziskanerkirche hl. Hieronymus und -kloster HERIS-ID: 32970 Objekt-ID: 30237                                                       | Franziskanerplatz 4 Standort KG: Innere Stadt                       | Das ehemalige Büßerinnenhaus wurde im 14. Jahrhundert erbaut und im 16. Jahrhundert den Franziskanern übergeben. Die Kirche wurde nach 1603 nach Plänen von Bonaventura Daum erbaut und stellt (trotz der Einbeziehung gotischer Elemente der früheren Kirche, wozu insbesondere die drei Spitzbogenfenster an der Hauptfassade gehören) einen der am vollständigsten erhaltenen Kirchenbauten der Spätrenaissance in Österreich dar. Im Inneren wurde die Kirche in den 1740er-Jahren umgestaltet, wobei die Raumaufteilung erhalten blieb. Der Hochaltar stammt von Andrea Pozzo und ist mit 1706 bezeichnet. Die Wöckherl-Orgel aus 1642 ist die älteste noch bespielbare Orgel Wiens. Das Kloster wurde ab 1614 neu gebaut, wobei auch hier ältere Elemente miteinbezogen wurden. Ein auffälliges Element an der Klosterfassade sind die zahlreichen Tondi, mit denen es gegliedert ist. | BDA-Hist.: Q688524 Status: § 2a Stand der BDA-Liste: 2025-06-30 Name: Franziskanerkirche hl. Hieronymus und -kloster GstNr.: 909, 911, 912, 913 Franciscan Church, Vienna                                                                             |
| ja   | Datei hochladen | Wohnhaus HERIS-ID: 47361 Objekt-ID: 50347                                                                                             | Franziskanerplatz 5 Standort KG: Innere Stadt                       | Das frühklassizistische an drei Seiten freistehende Gebäude wurde 1796/97 durch Ernest Koch erbaut. In der gebänderten Sockelzone liegen zwei Rundbogenportale mit Kämpfern, Schlusssteinmasken und Zopfornamenten, von denen das linke den Durchgang in die Ballgasse bildet. In der glatten Oberzone befinden sich geschichtete, additiv angeordnete Giebelfenster; auf mächtigen Konsolen sitzt ein zweiachsiger Balkon mit Balustrade. Die Fassade zur Ballgasse ist schlichter mit geraden Verdachungen und Prellsteinen ausgeführt. | BDA-Hist.: Q38026585 Status: Bescheid Stand der BDA-Liste: 2025-06-30 Name: Wohnhaus GstNr.: 958 Franziskanerplatz 5, Vienna |
| ja   | Datei hochladen | Haus Zum goldenen Löwen/Zum gelben, steinernen oder grünen Löwen HERIS-ID: 32971 Objekt-ID: 30247                                     | Franziskanerplatz 6 Standort KG: Innere Stadt                       | Das frühklassizistische Wohnhaus wurde 1783–1786 durch Franz Duschinger errichtet. 1976–1979 erfolgte eine Renovierung und Ausgestaltung durch Leherb. Über dem gebänderten Sockel mit dem mittig angeordneten Korbbogenportal liegt das genutete erste Obergeschoß, in dessen Mitte ein Allianzwappen mit Freiherrenkrone angebracht ist; rundherum ist ein Zahnschnittfries in einem Rundbogen geführt. Über dem ornamentierten Schlussstein des Portals ruht auf mächtigen Konsolen ein Balkon mit Schmiedeeisengeländer. Die Oberzone ist glatt mit vertikal gebundenen Fenstern ausgeführt. Die Fassade wird durch ein Attikageschoß mit Konsolgesims abgeschlossen. Gittertüren von der Einfahrt zum Hof und zum Stiegenhaus, ein Geschäftsportal aus Stuck sowie im Innenhof Bruchsteinkeramik und ein Taubenbrunnen aus Bronze stammen von Leherb (1979). | BDA-Hist.: Q37950059 Status: Bescheid Stand der BDA-Liste: 2025-06-30 Name: Haus Zum goldenen Löwen/Zum gelben, steinernen oder grünen Löwen GstNr.: 957 Franziskanerplatz 6, Vienna                                                                  |
| ja   | Datei hochladen | Neuer Seitenstettenhof HERIS-ID: 76440 Objekt-ID: 90005                                                                               | Franz-Josefs-Kai 29 Standort KG: Innere Stadt                       | Das Gebäude wurde 1957/59 durch Ladislaus Hruska errichtet. Die Fassade ist durch ein Relief mit einer historischen Darstellung der Gegend und der Inschrift „St. Ruprecht Anno 1783“ dekoriert (bezeichnet: K. Zinner). Im 9. Stockwerk befindet sich die 1960 geweihte Dreifaltigkeitskapelle, die 1959/60 mit Wandmalereien der Künstlerin Lydia Roppolt ausgestaltet wurde. | BDA-Hist.: Q38144043 Status: § 2a Stand der BDA-Liste: 2025-06-30 Name: Neuer Seitenstettnerhof GstNr.: 505 Neuer Seitenstettenhof |
| ja   | Datei hochladen | Wohn- und Geschäftshaus HERIS-ID: 82291 Objekt-ID: 96108seit 2019                                                                     | Franz-Josefs-Kai 43 Standort KG: Innere Stadt                       | Das Haus ist Teil eines strenghistoristischen Wohnhausensembles und wurde 1860/61 von Peter Hofbauer erbaut. Der Mittelrisalit weist Balkone sowie Ornamente in gotisierendem Renaissance-Stil auf. Die pilastergegliederte Einfahrt hat Blattkapitelle und Blendnischen. | BDA-Hist.: Q105646598 Status: Bescheid Stand der BDA-Liste: 2025-06-30 Name: Wohn- und Geschäftshaus GstNr.: 1383 Franz-Josefs-Kai 39–45 |
| ja   | Datei hochladen | Wohn- und Geschäftshaus HERIS-ID: 82292 Objekt-ID: 96109seit 2015                                                                     | Franz-Josefs-Kai 45 Standort KG: Innere Stadt                       | Das Haus ist Teil eines strenghistoristischen Wohnhausensembles und wurde 1860/61 von Eduard Kuschée erbaut. Es weist eine additive Fenstergliederung mit kleinteiligem, punktuell appliziertem Dekor und einen pilastergegliederten Eckerker auf. Eine Gedenktafel erinnert an Martin Buber, der 1878 hier geboren wurde. | BDA-Hist.: Q38178207 Status: Bescheid Stand der BDA-Liste: 2025-06-30 Name: Wohn- und Geschäftshaus GstNr.: 1384 Franz-Josefs-Kai 39–45 |
| ja   | Datei hochladen | Miethaus HERIS-ID: 63667 Objekt-ID: 76353                                                                                             | Franz-Josefs-Kai 65 Standort KG: Innere Stadt                       | Das historistische Gebäude entstand 1880 nach Plänen von Julius Dörfel. Die Fassade ist additiv gegliedert; die Ecke zur Maria-Theresien-Straße ist abgeschrägt und trägt einen zweigeschoßigen Erker auf mächtigen Konsolen. Ein ionisches Pilasterportal mit Holztüre führt in ein Foyer mit gekoppelten korinthischen Pilastern und reicher Stuckdecke. Anmerkung: Identanschrift Maria-Theresien-Straße 36 | BDA-Hist.: Q38104000 Status: § 2a Stand der BDA-Liste: 2025-06-30 Name: Miethaus GstNr.: 1467/9 |
| ja   | Datei hochladen | Austriabrunnen HERIS-ID: 24541 Objekt-ID: 20941 Wien Kulturgut: 48145                                                                 | Freyung Standort KG: Innere Stadt                                   | Der Brunnen wurde von Ludwig Schwanthaler geplant, die Statuen stammen von Ferdinand von Miller, errichtet wurde er 1844. Über einem vierpassförmigen Brunnenbecken erhebt sich ein kristallines Gestein imitierender Sockel mit Wasserausgüssen. Auf diesem befindet sich eine Säule, die von Flussgöttern flankiert und von der allegorischen Figur der Austria bekrönt wird. | BDA-Hist.: Q783523 Status: § 2a Stand der BDA-Liste: 2025-06-30 Name: Austriabrunnen GstNr.: 1586/3 Austriabrunnen |
| ja   | Datei hochladen | Palais Hardegg HERIS-ID: 32981 Objekt-ID: 30264                                                                                       | Freyung 1 Standort KG: Innere Stadt                                 | Das frühhistoristische Palais wurde im Jahr 1847 von Romano/Schwendenwein anstelle prominenter Vorgängerpalais erbaut. Es hat eine schmale Hauptfassade zur Freyung, eine breit gelagerte Fassade zur Strauchgasse und umfasst zwei Innenhöfe. Die rustizierte Sockelzone wird von den Obergeschoßen durch Kordongesimse mit bedeutenden Friesen getrennt. Die Mittel- und Seitenachsen der Hauptfassade werden durch Balkone betont, deren Brüstungen dem Muster der Friese entsprechen, das Fenster oberhalb des Rundbogenportals weist außerdem einen gesprengten Dreiecksgiebel mit Wappenkartusche auf. | BDA-Hist.: Q2046993 Status: Bescheid Stand der BDA-Liste: 2025-06-30 Name: Palais Hardegg GstNr.: 260 Palais Hardegg |
| ja   | Datei hochladen | Palais Ferstel, ehem. österr. Nationalbank samt Hofbrunnen, Café Central HERIS-ID: 32982 Objekt-ID: 30265                             | Freyung 2 Standort KG: Innere Stadt                                 | Das heute umgangssprachlich nach seinem Architekten Heinrich von Ferstel benannte Gebäude wurde 1856–1860 erbaut und ist ein bedeutendes Spätwerk des Romantischen Historismus, sowie der letzte Monumentalbau vor der Ringstraßenära. Es ist in Anklängen an die venezianische und florentinische Frührenaissance gehalten, wobei auch maurische und gotisierende Elemente (etwa die Kreuzrippengewölbe) enthalten sind. Der Grundriss ist sehr unregelmäßig mit einer schmalen Fassade zur Freyung, die mit den Trakten an der Herrengasse durch eine Passage nach italienischem Vorbild verbunden ist. Zur Herrengasse hin geht die Passage in einen Innenhof über, in der sich der Donaunixenbrunnen von Anton Dominik Fernkorn befindet. An der Ecke Herrengasse/Strauchgasse befindet sich das traditionsreiche Café Central. Anmerkung: Identadresse Herrengasse 17. | BDA-Hist.: Q877068 Status: Bescheid Stand der BDA-Liste: 2025-06-30 Name: Palais Ferstel, ehem. österr. Nationalbank samt Hofbrunnen, Café Central GstNr.: 259 Palais Ferstel                                                                         |
| ja   | Datei hochladen | Palais Harrach HERIS-ID: 32983 Objekt-ID: 30266                                                                                       | Freyung 3-3A Standort KG: Innere Stadt                              | Dieser Bau ist eines der ältesten hochbarocken Palais in Wien. Es wurde 1689–1696 von Domenico Martinelli nach Plänen von Christian Alexander Oedtl erbaut. Zum Gebäude gehörte auch ein 1721 gebauter und im Zweiten Weltkrieg zerstörter Gartenpavillon von Johann Lucas von Hildebrandt, der die Grenze zwischen Freyung und Herrengasse akzentuierte. Die breit gelagerte Hauptfassade wird durch Seitenrisalite bestimmt – mit dem Palais Harrach wird dieses Motiv in Wien eingeführt. Die Achsen werden durch Riesenpilaster (korinthische in den Risaliten, sonst toskanische), in der Beletage verdachten Fenstern und Putzfelder gegliedert. Das Portal weist toskanische Säulen und Seitennischen auf, es enthält ein Rundbogentor und endet in einem Balkon mit Balustrade, die jeweils eine Achse als Scheinbalustrade fortgesetzt wird. Entsprechend gegliedert ist die Seitenfassade an der Herrengasse. Die beiden Innenhöfe weisen teils verglaste, teils verblendete Pfeilerarkaden auf. Das Innere des Palais, insbesondere Vestibül und die Sala terrena sind bedeutende Beispiele für die Innenausstattung der damaligen Zeit, einige Räume wurden im 19. Jahrhundert im neobarocken Sinn neu ausgestattet. | BDA-Hist.: Q670068 Status: Bescheid Stand der BDA-Liste: 2025-06-30 Name: Palais Harrach GstNr.: 258/1 Palais Harrach |
| ja   | Datei hochladen | Palais Daun-Kinsky HERIS-ID: 32987 Objekt-ID: 30272                                                                                   | Freyung 4 Standort KG: Innere Stadt                                 | Dieses bedeutende hochbarocke Palais wurde 1713–1719 von Johann Lucas von Hildebrandt errichtet. Die Parzelle ist sehr tief mit zwei Innenhöfen. Über einem genuteten Sockel erheben sich an den Hauptgeschoßen korinthische Riesenpilaster, am flachen Mittelrisaliten jedoch Hermenpilaster mit Stuckdekor. Im zweiten Obergeschoß differenzieren auch die Fensterverdachungen zwischen Mittelrisalit und Seitenachsen. Bekrönt wird die Fassade von einer Attikabalustrade mit Trophäen und Götterstatuen. Das Rundbogenportal ist von Atlanten und schräggestellten toskanischen Säulen flankiert und von einem Segmentgiebel bekrönt. Das Innere ist mit Fresken von Carlo Carlone, Antonio Beduzzi und Marcantonio Chiarini kostbar ausgestattet. | BDA-Hist.: Q670935 Status: Bescheid Stand der BDA-Liste: 2025-06-30 Name: Palais Daun-Kinsky GstNr.: 101/1 Palais Kinsky |
| ja   | Datei hochladen | Gesamtanlage Schottenstift samt Pfarr- und Stiftskirche HERIS-ID: 103701 Objekt-ID: 120228                                            | Freyung 6, u.a. Standort KG: Innere Stadt                           | Das Schottenstift ist das älteste Kloster Wiens, schon 1155 wurden Mönche angesiedelt, damals noch außerhalb der Stadt. Es erfolgten zahlreiche Umbauten und Erweiterungen, der Klosterkomplex mit Gymnasium im klassizistischen Stil stammt in seiner heutigen Form aus den Jahren 1826–1832 von Joseph Kornhäusel. Die Kirche in der heutigen Form wurde 1638 – ca. 1650 neu gebaut, sie ersetzte eine ältere romanisch-frühgotische Kirche, von der der Schottenmeisteraltar erhalten ist. Im Zuge des Neubaus von Antonio Carlone und Marco Spazio (später auch Andrea Allio der Ältere, der Jüngere und Silvestro Carlone) wurde das Langhaus verkürzt, so dass der Turm nicht mehr unmittelbar anschließt. Der Entwurf der Doppelturmfassade an der westlichen Eingangsfront wird Filiberto Lucchese zugeschrieben. | BDA-Hist.: Q549585 Status: § 2a Stand der BDA-Liste: 2025-06-30 Name: Anlage Schottenstift samt Pfarr- und Stiftskirche GstNr.: 191/1, 191/2, 191/3, 192/1, 192/2, 192/3, 194, 193 Schottenstift                                                      |
| ja   | Datei hochladen | Schubladkastenhaus und Schottenapotheke HERIS-ID: 47431 Objekt-ID: 50499                                                              | Freyung 7 Standort KG: Innere Stadt                                 | Das ehemalige Prioratshaus des Schottenstiftes wurde 1773/74 durch Andreas Zach geschaffen. Das Gebäude tritt mit abgerundeten Ecken um eine Achse aus der Flucht der angrenzenden Gebäude vor; die barockklassizistische Fassade ist durch einen leicht vortretenden Mittelrisalit, einen gebänderten Sockel, ein genutetes erstes Obergeschoß mit Plattendekor sowie gerade verdachte Fenster mit Zopfornamentik im zweiten und dritten Obergeschoß gestaltet. Das konvex geschwungene Portal mit dorischen Säulen, vorkragenden Gebälkstücken und Rundbogenrahmung ist in der Mittelachse angeordnet; darüber ist eine Stuckkartusche mit dem Wappen des Schottenstiftes angebracht. In dem steilen Dach sitzen Gaupen sowie die originalen Kamine. Im Erdgeschoß befindet sich seit dem zweiten Viertel des 19. Jahrhunderts eine Apotheke, in der noch die Ausstattung im Empirestil vorhanden ist. | BDA-Hist.: Q38027024 Status: § 2a Stand der BDA-Liste: 2025-06-30 Name: Schubladkastenhaus und Schottenapotheke GstNr.: 195 Freyung 7, Vienna |
| ja   | Datei hochladen | Bank Austria Kunstforum, ehem. Österr. Creditanstalt für Handel und Gewerbe HERIS-ID: 77130 Objekt-ID: 90738                          | Freyung 8 Standort KG: Innere Stadt                                 | Dieser mächtige neoklassizistische Komplex wurde 1916–1921 von Ernst Gotthilf-Miskolczy und Alexander Neumann erbaut. Im Erdgeschoß befindet sich seit 1989 das Bank Austria Kunstforum, im übrigen Gebäude residiert seit 2012 der Verfassungsgerichtshof. Das hohe Sockelgeschoß mit vergitterten Rechtecksfensternischen weist an den Seitenachsen eingestellte dorische Säulen auf. Die Obergeschoße sind durch profilierte Rundbogen- und Rechteckfenster gegliedert, markant sind die reich dekorierten seitlichen Serliane. Von der Innenausstattung sind vor allem das Direktionsvestibül und der Festsaal, jeweils mit Stucco-lustro-Verkleidung, sowie das holzverkleidete Obergeschoßfoyer bemerkenswert. Anmerkung: Identadresse Renngasse 2 | BDA-Hist.: Q116152007 Status: Bescheid Stand der BDA-Liste: 2025-06-30 Name: Bank Austria (BA-CA) Kunstforum, ehem. Österr. Creditanstalt für Handel und Gewerbe GstNr.: 256 Freyung 8, Vienna                                                        |
| ja   | Datei hochladen | Friedrich Schmidt-Denkmal HERIS-ID: 6126 Objekt-ID: 2001 Wien Kulturgut: 47995                                                        | bei Friedrich-Schmidt-Platz 1 Standort KG: Innere Stadt             | Das 1896 nach Plänen von Edmund Hofmann von Aspernburg und Julius Deininger errichtete Denkmal für den Architekten Friedrich von Schmidt in Form einer späthistoristischen Bronzestatue auf Steinsockel wurde im Zuge der verkehrstechnischen Umgestaltung der Landesgerichtsstraße Mitte der 1960er Jahre ohne die ursprüngliche architektonische Rahmung von Julius Deininger auf die nördliche Seite des Parks versetzt. | BDA-Hist.: Q101069165 Status: § 2a Stand der BDA-Liste: 2025-06-30 Name: Friedrich Schmidt-Denkmal GstNr.: 1531/1 Friedrich Freiherr von Schmidt monument, Vienna                                                                                     |
| ja   | Datei hochladen | Amtsgebäude, Ehem. Palais Obentraut HERIS-ID: 47389 Objekt-ID: 50429                                                                  | Friedrich-Schmidt-Platz 8, 9 Standort KG: Innere Stadt              | Das späthistoristische Gebäude wurde 1882/83 durch Ladislaus Boguslawski errichtet. Die Fassade des an drei Seiten freistehenden Hauses der Arkadenhäuser um das Rathaus ist in Formen der altdeutschen Renaissance gestaltet. Die Ecken sind durch markante überkuppelte Erkertürme mit Balkonen, die von Hermen getragen werden, betont. | BDA-Hist.: Q23492634 Status: § 2a Stand der BDA-Liste: 2025-06-30 Name: Amtsgebäude, Ehem. Palais Obentraut GstNr.: 1532/1, 1532/4 Palais Obentraut                                                                                                   |
| ja   | Datei hochladen | Wohn- und Geschäftshaus HERIS-ID: 40732 Objekt-ID: 40750                                                                              | Friedrichstraße 2 Standort KG: Innere Stadt                         | Dieses frühhistoristische Eckhaus wurde 1860 von Ferdinand Fellner d. Ä. erbaut und ist eines der ältesten der Ringstraßenzone. Die breite polygonale Eckabfassung mit Erkern und Attikabalustrade ist ein deutlicher städtebaulicher Akzent. | BDA-Hist.: Q37995807 Status: Bescheid Stand der BDA-Liste: 2025-06-30 Name: Wohn- und Geschäftshaus GstNr.: 1242 Friedrichstraße 2, Vienna |
| ja   | Datei hochladen | Wohn- und Geschäftshaus HERIS-ID: 32050 Objekt-ID: 29100seit 2012                                                                     | Friedrichstraße 4 Standort KG: Innere Stadt                         | Dieser secessionistische Bau wurde 1912 von Hans Prutscher errichtet. Die Fassade ist durch mehrgeschoßige polygonale Erker gegliedert, das oberste Geschoß weist Putzfelddekor und Rundbogenfenster mit tiefen Kappen auf. Ein ursprünglich vorhandener Attikagiebel ist nur noch an der Rückseite in der Elisabethstraße erhalten. Anmerkung: Identadresse Elisabethstraße 3. | BDA-Hist.: Q37945923 Status: Bescheid Stand der BDA-Liste: 2025-06-30 Name: Wohn- und Geschäftshaus GstNr.: 1238 Friedrichstraße 4, Vienna |
| ja   | Datei hochladen | Miethaus und Café Museum HERIS-ID: 32053 Objekt-ID: 29108seit 2016                                                                    | Friedrichstraße 6 Standort KG: Innere Stadt                         | Das Haus wurde 1860 von Carl Roesner in einem frühhistoristischen Stil erbaut. Es ist ein blockhaftes, flach rustiziertes Eckhaus mit einem abgefasten Eckrisaliten. Das Café Museum wurde 1899 eröffnet, die ursprüngliche Ausstattung von Adolf Loos wurde teilweise wiederhergestellt. Anmerkung: Identadresse Operngasse 7 | BDA-Hist.: Q55116423 Status: Bescheid Stand der BDA-Liste: 2025-06-30 Name: Miethaus und Café Museum GstNr.: 1240 Operngasse 7 |
| ja   | Datei hochladen | Secession HERIS-ID: 33133 Objekt-ID: 30444                                                                                            | Friedrichstraße 12 Standort KG: Innere Stadt                        | Das Secessionsgebäude ist ein Ausstellungsgebäude für zeitgenössische Kunst und war programmatisch für die Künstlervereinigung Secession. Es wurde 1897/98 von Joseph Maria Olbrich erbaut, wobei einige Gestaltungsdetails auch auf Georg Klimt, Othmar Schimkowitz, Koloman Moser und Robert Oerley zurückgehen. Es ist ein kubischer Bau mit vier Pylonen und einem Quertrakt, dessen auffälligstes Merkmal die vergoldete Kuppel ist, die aus Lorbeerblättern gebildet wird. Die Wände sind in schlichtem Weiß gehalten, oberhalb des Eingangsbereichs befindet sich von vergoldetem Blattwerk umrahmt ein Fries mit Gorgonen, Malerei, Architektur und Plastik symbolisierend. Oberhalb davon prangt der Wahlspruch Der Zeit ihre Kunst/ Der Kunst ihre Freiheit und seitlich an der Vorderfassade Ver Sacrum. | BDA-Hist.: Q265129 Status: § 2a Stand der BDA-Liste: 2025-06-30 Name: Secession GstNr.: 1221/2, 1946 Secession Hall (Austria) |
| ja   | Datei hochladen | Marc Anton-Gruppe HERIS-ID: 24528 Objekt-ID: 20926 Wien Kulturgut: 48380                                                              | bei Friedrichstraße 12 Standort KG: Innere Stadt                    | Diese Skulptur stammt von Arthur Strasser aus dem Jahr 1900. Der römische Feldherr Marc Anton wird hier in einem Wagen sitzend dargestellt, der von Löwen gezogen wird. | BDA-Hist.: Q37884845 Status: § 2a Stand der BDA-Liste: 2025-06-30 Name: Marc Anton-Gruppe GstNr.: 1221/1 Marc Anton Gruppe, Vienna |
| ja   | Datei hochladen | Ehemaliges Österreichisches Verkehrsbüro HERIS-ID: 26859 Objekt-ID: 23362                                                             | Friedrichstraße 7 Standort KG: Innere Stadt                         | Dieses städtebaulich exponierte Gebäude zwischen Karlsplatz und Wienzeile wurde 1922/23 von Heinrich Schmid und Hermann Aichinger erbaut. Es weist einige stilistische Parallelen mit zeitgenössischen Gemeindebauten auf. Das Gebäude ist aus symmetrischen, ineinander verschachtelter Kuben angeordnet und wird mit Lisenen, Bay Windows und Gesimsen gegliedert. Das Dach ist flach mit Gitterbrüstung. Das Innere weist Holzvertäfelung und Stuckdecken auf. | BDA-Hist.: Q2003023 Status: Bescheid Stand der BDA-Liste: 2025-06-30 Name: Österreichisches Verkehrsbüro GstNr.: 1950, 1899/6, 1933/7 Österreichisches Verkehrsbüro                                                                                   |
| ja   | Datei hochladen | Wientalverbauung außerhalb des Stadtparks, Uferpromenade HERIS-ID: 94395 Objekt-ID: 109549                                            | Fritz-Wotruba-Promenade Standort KG: Innere Stadt                   | Die Regulierung des Wienflusses erfolgte in den Jahren 1894–1904, wo der größte Teil des Flusses in ein Betonbett gelegt wurde. Projektleiter waren Rudolf Krieghammer und Ludwig Leupschitz sowie Friedrich Ohmann und Josef Hackhofer (baukünstlerische Leitung). Otto Wagners Idee, den Fluss einzuwölben, um eine Prachtstraße zu errichten, wurde nur in einem Teilstück entsprochen. | BDA-Hist.: Q37764256 Status: § 2a Stand der BDA-Liste: 2025-06-30 Name: Wientalverbauung außerhalb des Stadtparks, Uferpromenade GstNr.: 3206/1, 1957, 1896/1, 1896/3, 1899/1, 1897, 1955, 1844, 1898/2, 1898/1, 1360/12, 1918, 1956, 2941/1, 3201/48 |
| ja   | Datei hochladen | Haus der Genossenschaft der Kleidermacher HERIS-ID: 43640 Objekt-ID: 44287                                                            | Fütterergasse 1 Standort KG: Innere Stadt                           | Das spätklassizistische, an drei Seiten freistehende monumentale Gebäude mit abgerundeten Ecken wurde 1837/38 durch Ignaz Ram erbaut. Das Erdgeschoß ist durch profilierte Rundbögen gegliedert, die Obergeschoße durch Gesimse und additiv gereihte gerade verdachte Fenster. Die Hauptfassade zum Judenplatz weist Riesenpilaster mit Palmettenkapitellen und einen Dreiecksgiebel auf, in dem eine Wappenkartusche mit Schere und Fingerhut angebracht ist. Über den Fenstern des Hauptgeschoßes befindet sich die Aufschrift „Haus der buergerl. Schneider“. Anmerkung: Identanschrift: Judenplatz 10 | BDA-Hist.: Q38004471 Status: § 2a Stand der BDA-Liste: 2025-06-30 Name: Haus der Genossenschaft der Kleidermacher GstNr.: 350 Fütterergasse 1 |
| ja   | Datei hochladen | Sechs Skulpturen HERIS-ID: 79473 Objekt-ID: 93159 Wien Kulturgut: 41185                                                               | bei Gartenbaupromenade 2 Standort KG: Innere Stadt                  | Die sechs 1969 von Wander Bertoni geschaffenen Stelen waren ursprünglich vor der Piaristenkirche Maria Treu aufgestellt. | BDA-Hist.: Q38154579 Status: § 2a Stand der BDA-Liste: 2025-06-30 Name: Sechs Skulpturen GstNr.: 1348/13 Sculptures on Gartenbaupromenade |
| ja   | Datei hochladen | Georg Coch-Denkmal HERIS-ID: 24523 Objekt-ID: 20921 Wien Kulturgut: 47964                                                             | Georg-Coch-Platz Standort KG: Innere Stadt                          | Das Denkmal für den Gründer der Österreichischen Postsparkasse Georg Coch in Form einer secessionistischen Porträtbüste auf einem Steinpfeiler, der von zwei Kränze tragenden Knaben flankiert wird, entstand 1913. Die Büste schuf Johann Scherpe, das Podest Rudolf Bernt. | BDA-Hist.: Q37884770 Status: § 2a Stand der BDA-Liste: 2025-06-30 Name: Georg Coch-Denkmal GstNr.: 790/78 Georg Coch monument, Vienna |
| ja   | Datei hochladen | Postsparkasse HERIS-ID: 33134 Objekt-ID: 30445                                                                                        | Georg-Coch-Platz 2 Standort KG: Innere Stadt                        | Das Gebäude der Österreichischen Postsparkasse nach Plänen von Otto Wagner entstand 1904–1906 und wurde 1910–1912 erweitert. Es ist ein kubischer Baublock mit langen, einheitlichen Fassaden, die im Parterre mit Granitplatten und in den Obergeschoßen mit Marmorplatten verkleidet ist. Ein distinktives Element sind die ca. 17.000 Aluminiumnagelköpfe, die keine konstruktive Funktion haben. | BDA-Hist.: Q877570 Status: Bescheid Stand der BDA-Liste: 2025-06-30 Name: Postsparkasse GstNr.: 790/48, 790/51 Österreichische Postsparkasse (building by Otto Wagner)                                                                                |
| ja   | Datei hochladen | Miethaus HERIS-ID: 63975 Objekt-ID: 76666                                                                                             | Georg-Coch-Platz 3 Standort KG: Innere Stadt                        | Das von Leopold Fuchs geplante, 1904 errichtete späthistoristische Eckhaus ist durch additive Giebelfenster, ondulierende Balkone und ein von Hermen getragenes Portal mit schmiedeeisernem Tor gestaltet. | BDA-Hist.: Q38104912 Status: § 2a Stand der BDA-Liste: 2025-06-30 Name: Miethaus GstNr.: 790/30 Georg-Coch-Platz 3 |
| ja   | Datei hochladen | Alexander-Girardi-Denkmal HERIS-ID: 4605 Objekt-ID: 451 Wien Kulturgut: 70928                                                         | Girardi-Park Standort KG: Innere Stadt                              | Das Denkmal in Form einer Steinstatue auf einem niedrigen Sockel wurde 1929 durch Otto Hofner geschaffen und zeigt den Schauspieler Alexander Girardi mit Hut in der Hand. | BDA-Hist.: Q21167346 Status: § 2a Stand der BDA-Liste: 2025-06-30 Name: Alexander-Girardi-Denkmal GstNr.: 1819/7 Girardi Monument, Vienna |
| ja   | Datei hochladen | Wohn- und Geschäftshaus HERIS-ID: 56568 Objekt-ID: 66052                                                                              | Gluckgasse 3 Standort KG: Innere Stadt                              | Das späthistoristische Wohnhaus wurde 1884 durch Josef Hudetz erbaut. Die Fassade oberhalb der Sockelzone ist in drei Abschnitte geteilt; die Mittelachse ist durch eine übereinander gestellte Fenstergruppe mit gesprengter toskanischer Ädikula, Vasen, Genien und einen Schmiedeeisenbalkon auf Doppelvoluten-Konsolen hervorgehoben. Im Erdgeschoß befindet sich ein von Roland Rainer 1970 gestaltetes Geschäftsportal. | BDA-Hist.: Q38072939 Status: Bescheid Stand der BDA-Liste: 2025-06-30 Name: Wohn- und Geschäftshaus GstNr.: 1062/19 Gluckgasse 3, Vienna |
| ja   | Datei hochladen | Ehem. Palais Schey HERIS-ID: 33135 Objekt-ID: 30446                                                                                   | Goethegasse 3 Standort KG: Innere Stadt                             | Der strenghistoristische Bau in Formen der italienischen Renaissance wurde 1862–1894 von Johann Romano und August Schwendenwein errichtet. | BDA-Hist.: Q2047166 Status: Bescheid Stand der BDA-Liste: 2025-06-30 Name: Ehem. Palais Schey GstNr.: 1181 Palais Schey von Koromla |
| ja   | Datei hochladen | Johann-Wolfgang-von-Goethe-Denkmal HERIS-ID: 24536 Objekt-ID: 20934 Wien Kulturgut: 47968                                             | vor Goethegasse 3 Standort KG: Innere Stadt                         | Das Denkmal für Johann Wolfgang von Goethe entstand 1900 durch Edmund von Hellmer. Die monumentale Bronzestatue des Dichters ruht auf einem Prunksessel. | BDA-Hist.: Q1534177 Status: § 2a Stand der BDA-Liste: 2025-06-30 Name: Johann Wolfgang von Goethe-Denkmal GstNr.: 1831 Goethe monument, Vienna |
| ja   | Datei hochladen | Wohn- und Geschäftshaus HERIS-ID: 77337 Objekt-ID: 90962                                                                              | Goldschmiedgasse 4 Standort KG: Innere Stadt                        | Das späthistoristische Wohn- und Geschäftshaus mit asymmetrischer Fassade wurde 1881 durch Hermann Helmer und Ferdinand Fellner erbaut. Über der zweigeschoßigen Sockelzone liegen drei Obergeschoße und ein Attikageschoß; die Fassade ist durch ein markantes Konsolgesims oberhalb der Sockelzone unterteilt. In der zweiten Fensterachse befindet sich ein zweigeschoßiger, von einem monumentalen Atlanten getragener Erker. | BDA-Hist.: Q38148997 Status: Bescheid Stand der BDA-Liste: 2025-06-30 Name: Wohn- und Geschäftshaus GstNr.: 598 Goldschmiedgasse 4 |
| ja   | Datei hochladen | Wohn- und Geschäftshaus HERIS-ID: 74078 Objekt-ID: 87472                                                                              | Goldschmiedgasse 6 Standort KG: Innere Stadt                        | Die Pläne zu dem 1880 errichteten späthistoristischen Gebäude stammen wie die für das Nachbarhaus Nr. 6 von Hermann Helmer und Ferdinand Fellner. Über der gebänderten zweigeschoßigen Sockelzone befindet sich ein rustiziertes Mezzaningeschoß mit einem Erotenfries und darüber die genutete Obergeschoßzone mit ionischen Ädikulen im Hauptgeschoß sowie das Attikageschoß über dem Konsolkranzgesims. Über dem kräftig gegliederten Portal sitzt ein zweigeschoßiger Mittelerker mit abgerundeten Ecken und einem Aufsatz. | BDA-Hist.: Q38134008 Status: Bescheid Stand der BDA-Liste: 2025-06-30 Name: Wohn- und Geschäftshaus GstNr.: 599 Goldschmiedgasse 6, Vienna |
| ja   | Datei hochladen | Wohn- und Geschäftshaus HERIS-ID: 77338 Objekt-ID: 90964                                                                              | Goldschmiedgasse 8 Standort KG: Innere Stadt                        | Das späthistoristische Wohn- und Geschäftshaus mit asymmetrischer Fassade entstand 1880/81 durch Karl Quidenus. Markant ist ein über zwei Geschoße reichender durch Pilaster gegliederter Erker auf mächtigen Volutenkonsolen auf der linken Seite des Gebäudes. | BDA-Hist.: Q38149008 Status: Bescheid Stand der BDA-Liste: 2025-06-30 Name: Wohn- und Geschäftshaus GstNr.: 600 Goldschmiedgasse 8, Vienna |
| ja   | Datei hochladen | Ehem. Haus Pollak HERIS-ID: 47429 Objekt-ID: 50497seit 2016                                                                           | Gölsdorfgasse 4 Standort KG: Innere Stadt                           | Das Haus wurde 1860–1862 von Heinrich von Ferstel erbaut und ist ein seltenes Beispiel für neugotische Profanarchitektur in der Ringstraßenzone. Gegliedert ist das Haus durch einen fialen- und maßwerkbesetzten überkuppelten Eckerker und kaiseitig durch Balkone mit Maßwerksspitzbögen auf Konsolen. An Gesimsen und Fensterrahmungen befindet sich kleinteiliger Terrakotta-Dekor. Anmerkung: Identadresse Franz-Josefs-Kai 37 | BDA-Hist.: Q38027002 Status: Bescheid Stand der BDA-Liste: 2025-06-30 Name: Ehem. Haus Pollak GstNr.: 1377 Haus Pollak ("Gotisches Haus") |
| ja   | Datei hochladen | Ehem. Palais Wickenburg HERIS-ID: 63787 Objekt-ID: 76475                                                                              | Gonzagagasse 1 Standort KG: Innere Stadt                            | Das 1862 erbaute Palais (Architekten: Wilhelm Grohs und Anton Baumgarten) nimmt den Zwickel zwischen Gonzagagasse, Salzgries und Morzinplatz ein. Von dem ursprünglichen reichen Dekor sind seit den Zerstörungen im Zweiten Weltkrieg nur noch Teile (vor allem Büstenmedaillons im Verlauf der Fensterverdachungen im dritten Obergeschoß) erhalten. | BDA-Hist.: Q38104291 Status: § 2a Stand der BDA-Liste: 2025-06-30 Name: Ehem. Palais Wickenburg GstNr.: 1367 Palais Wickenburg |
| ja   | Datei hochladen | Miethaus HERIS-ID: 63743 Objekt-ID: 76429                                                                                             | Gonzagagasse 3 Standort KG: Innere Stadt                            | Der Fassadendekor des 1863 durch Anton Baumgarten und Ferdinand Fellner sen. errichteten Gebäudes wurde bis auf Portal, Erker und Balkone entfernt. | BDA-Hist.: Q38104183 Status: § 2a Stand der BDA-Liste: 2025-06-30 Name: Miethaus GstNr.: 1368 Gonzagagasse 3 |
| ja   | Datei hochladen | Wohn- und Geschäftshaus HERIS-ID: 62590 Objekt-ID: 75149                                                                              | Gonzagagasse 9 Standort KG: Innere Stadt                            | Das 1863 durch Carl Tietz errichtete historistische Gebäude ist in Formen der Neorenaissance mit additiv gereihten Ädikulafenstern sowie Büstenreliefs im Attikageschoß gegliedert. Der in der zentralen Achse des Mittelrisalits in der Beletage gelegene Balkon ist durch allegorische Figuren von Handel und Gewerbe verziert. | BDA-Hist.: Q38100434 Status: Bescheid Stand der BDA-Liste: 2025-06-30 Name: Wohn- und Geschäftshaus GstNr.: 1398 Gonzagagasse 9 |
| ja   | Datei hochladen | Wohn- und Geschäftshaus HERIS-ID: 62591 Objekt-ID: 75150                                                                              | Gonzagagasse 11 Standort KG: Innere Stadt                           | Das wie das Nachbargebäude Gonzagagasse 9 durch Carl Tietz entworfene Gebäude ist genau gleich wie das Nachbarhaus gestaltet. Hier zieren allegorische Figuren der Kunst und der Wissenschaft den zentralen Balkon. Im Innenhof befindet sich ein Brunnen mit einer weiblichen Figur. | BDA-Hist.: Q38100452 Status: Bescheid Stand der BDA-Liste: 2025-06-30 Name: Wohn- und Geschäftshaus GstNr.: 1399 Gonzagagasse 11 |
| ja   | Datei hochladen | Pestsäule/Dreifaltigkeitssäule HERIS-ID: 4600 Objekt-ID: 446 Wien Kulturgut: 48142                                                    | Graben, auf Höhe Bräunerstraße Standort KG: Innere Stadt            | Entstanden ist die Säule 1687–1694 in mehreren Phasen und mit etlichen Planänderungen. Die 18 Meter hohe Säule mit dreieckigem Sockel, dessen Seitenflächen ist mit einer eigenen Balustrade umgeben. Im Sockelbereich befinden sich Reliefs von Johann Bernhard Fischer von Erlach und Ignaz Bendl, Wappen der Erbländer sowie eine Figurengruppe Fides, die die Pest in den Abgrund stürzt, darüber eine kniende Figur Leopolds I. Auf dem Sockel ist ein Wolkenberg mit neun lebensgroßen Engeln und zahlreichen Putten zu sehen (ausgeführt von Johann Frühwirt, Adam Kracker und Paul Strudel), der von einer Dreifaltigkeitsdarstellung (Strudel) bekrönt wird. | BDA-Hist.: Q688614 Status: § 2a Stand der BDA-Liste: 2025-06-30 Name: Pestsäule/Dreifaltigkeitssäule GstNr.: 1665 Plague Column, Vienna |
| ja   | Datei hochladen | Josefsbrunnen HERIS-ID: 4603 Objekt-ID: 449 Wien Kulturgut: 48141                                                                     | Graben Standort KG: Innere Stadt                                    | Er ist ein Pendant zum Leopoldsbrunnen. In einem oktogonalen Brunnenbecken steht ein profilierter Vierkantsockel mit Reliefs und wasserspeienden Löwenköpfen, auf dem sich eine metallene Figur befindet, die Josef und einen Knaben darstellt. Diese Figur hat Johann Martin Fischer im Jahr 1804 gestaltet. | BDA-Hist.: Q20986418 Status: § 2a Stand der BDA-Liste: 2025-06-30 Name: Josefsbrunnen GstNr.: 1665 Josefsbrunnen (Vienna) |
| ja   | Datei hochladen | Leopoldsbrunnen HERIS-ID: 4602 Objekt-ID: 448 Wien Kulturgut: 48140                                                                   | Graben Standort KG: Innere Stadt                                    | Er ist ein Pendant zum Josefsbrunnen. In einem oktogonalen Brunnenbecken steht ein profilierter Vierkantsockel mit Reliefs und wasserspeienden Löwenköpfen, auf dem sich die Bleifigur Hl. Leopold befindet. Die Bleifigur ist ein Werk des Bildhauers Johann Martin Fischer aus dem Jahr 1804. | BDA-Hist.: Q38007024 Status: Bescheid Stand der BDA-Liste: 2025-06-30 Name: Leopoldsbrunnen GstNr.: 1665 Leopoldsbrunnen (Vienna) |
| ja   | Datei hochladen | Wohn- und Geschäftshaus HERIS-ID: 75897 Objekt-ID: 89407                                                                              | Graben 7 Standort KG: Innere Stadt                                  | Das historistische Eckhaus wurde 1875 durch Ludwig Tischler erbaut. Das Hauptgeschoß ist durch schmiedeeiserne Balkongitter entlang der Front zum Graben, die auch um die abgerundete Ecke und über die erste Achse der Front zur Seilergasse gezogen sind, hervorgehoben. Anmerkung: Identanschrift Seilergasse 2 | BDA-Hist.: Q38141118 Status: Bescheid Stand der BDA-Liste: 2025-06-30 Name: Wohn- und Geschäftshaus GstNr.: 1088 Graben 7, Vienna |
| ja   | Datei hochladen | Geschäftslokal Braun & Co. mit Geschäftsportal HERIS-ID: 33122 Objekt-ID: 30416                                                       | Graben 8 Standort KG: Innere Stadt                                  | Das Geschäftsportal des Hoflieferanten E. Braun & Co. erstreckt sich über die zweigeschoßige Sockelzone des historistischen Eckhauses und entstand 1904 durch Arnold Hatschek. Die Fassade ist durch messinggefasste Marmorplatten verkleidet, die Auslagen sind als Bay windows mit Messinggeländern ausgeführt. Die einheitliche und hochwertige historistische Innenausstattung mit dekorativen Holzverkleidungen, Kassettendecken, intarsierten Wandschränken und Vitrinen, Messingeckenleuchtern, bemalten Glasfenstern an der Hinterfront u. a. m. ist erhalten. | BDA-Hist.: Q37950288 Status: Bescheid Stand der BDA-Liste: 2025-06-30 Name: Geschäftslokal Braun & Co. mit Geschäftsportal GstNr.: 1090/2 E. Braun & Co. (Vienna)                                                                                     |
| ja   | Datei hochladen | Anker-Haus HERIS-ID: 40828 Objekt-ID: 40882                                                                                           | Graben 10 Standort KG: Innere Stadt                                 | Das dreiseitig freistehende Wohn- und Geschäftshaus wurde 1894/95 nach Plänen von Otto Wagner erbaut. Der zweigeschoßige Geschäftssockel ist durch große Glasflächen zwischen dünnen Trägerkonstruktionen charakterisiert und wird durch einen durchgehenden Gitterbalkon gekrönt. Die Obergeschoße zwischen gebänderten und dekorierten Pfeilern sind durch Masken und Blattdekor verziert. Zwischen puttenbekrönten Pylonen erhebt sich ein glaspavillonartiger Atelieraufsatz. Die langgestreckten Seitenfassaden mit flachen Eckrisaliten weisen rhythmische Achsenreihung zwischen genuteten Lisenen auf und sind der Hauptfassade entsprechend dekoriert. Im Inneren befindet sich ein Stuckfoyer mit originalen Bodenkacheln, eine Marmorbassena im Verteilergang sowie originale Liftgitter und Bodenfliesen in den Stiegenhäusern. | BDA-Hist.: Q37996663 Status: Bescheid Stand der BDA-Liste: 2025-06-30 Name: Anker-Haus GstNr.: 1126 Anker-Haus, Graben |
| ja   | Datei hochladen | Wohn- und Geschäftshaus HERIS-ID: 47468 Objekt-ID: 50545                                                                              | Graben 12 Standort KG: Innere Stadt                                 | Ludwig Richter erbaut 1896 das späthistoristische Wohn- und Geschäftshaus in neobarocken Formen und verwendete dabei teilweise die Bauplastik des barocken Vorgängerbaus. Die Seitenachsen mit Gitterbalkons sind von Pilastern gerahmt, die Fenster in den Hauptgeschoßen additiv gereiht mit giebeligen und geraden Verdachungen. Im Giebelfeld in der Mittelachse des Hauptgeschoßes befindet sich eine Mariahilf-Madonna in Wolken mit Putten aus dem zweiten Viertel des 18. Jahrhunderts, darunter im gleichen Geschoß ein Gitterbalkon. Über dem von Säulen flankierten barocken Rundbogenportal ist ein konvexer Balusterbalkon angeordnet. | BDA-Hist.: Q38027277 Status: Bescheid Stand der BDA-Liste: 2025-06-30 Name: Wohn- und Geschäftshaus GstNr.: 1128 Graben 12, Vienna |
| ja   | Datei hochladen | Generalihof samt dem Geschäftslokal Kniže HERIS-ID: 64121 Objekt-ID: 76824                                                            | Graben 13 Standort KG: Innere Stadt                                 | Das Gebäude wurde 1794/95 durch Peter Mollner und Ernest Koch erbaut und 1831 durch Josef Klee umgebaut, wobei auch der Fassadendekor verändert wurde. 1895 wurde die Fassade des klassizistischen Gebäudes neuerlich verändert und ein Attikaaufbau aufgesetzt. Der zweigeschoßige Unterteil oberhalb des Sockels ist durch Riesenpilaster gestaltet und wird durch einen mit Rosetten verzierten Triglyphenfries abgeschlossen; die Mittelachse ist durch Gitterbalkone auf Konsolen betont. Darüber liegt die zweigeschoßige Oberzone in Form einer klassizistischen Giebelfront mit reichen Fensterrahmungen, Dreiecksgiebelverdachungen und einem Konsolgesims. Das späthistoristische Attikageschoß ist durch überlebensgroße allegorische Skulpturen verziert. Die klassizistische Seitenfassade ist schlicht mit gerade verdachten Fenstern gestaltet. – Das im Erdgeschoß gelegene Geschäftslokal von Kniže & Comp. wurde 1910/13 von Adolf Loos gestaltet, jenes von Lady Knize von Paolo Piva (1993). | BDA-Hist.: Q38105477 Status: Bescheid Stand der BDA-Liste: 2025-06-30 Name: Generalihof samt dem Geschäftslokal Knize GstNr.: 1129/2 Generalihof, Vienna                                                                                              |
| ja   | Datei hochladen | Grabenhof, ehem. Thienemannhof HERIS-ID: 47462 Objekt-ID: 50535                                                                       | Graben 14, 15 Standort KG: Innere Stadt                             | Das strenghistoristische Wohn- und Geschäftshaus wurde 1874/76 durch Otto Thienemann und Otto Wagner an Stelle des Grabenhofs aus der Renaissance errichtet. Die dreiteilige genutete Fassade ist durch mächtige Eckrisalite eingefasst, in den Hauptgeschoßen durch ionische Säulen auf hohen Sockeln zwischen Balustraden gestaltet und durch ein mächtiges reich gegliedertes Kordongesims abgeschlossen, die darüber gelegenen Wohngeschoße durch korinthische Pilaster gegliedert und durch Gitterbalkone gestaltet. Darüber verläuft ein vorkragendes kassettiertes Kranzgesims; die darüber gelegene Attikazone ist durch Vasen dekoriert. Im schlicht gehaltenen Innenhof verlaufen verglaste Pawlatschen. | BDA-Hist.: Q38027230 Status: Bescheid Stand der BDA-Liste: 2025-06-30 Name: Grabenhof, ehem. Thienemannhof GstNr.: 1144, 1145/1, 1145/2 Grabenhof |
| ja   | Datei hochladen | Wohn- und Geschäftshaus mit Geschäftsausstattung Fa. Gramola HERIS-ID: 75894 Objekt-ID: 89403                                         | Graben 16 Standort KG: Innere Stadt                                 | Das secessionistische Wohn- und Geschäftshaus wurde 1909/11 errichtet (Architekten: Wilhelm Schallinger und Pietro Palumbo). Oberhalb der dreigeschoßigen, mit Granitplatten verkleideten Geschäftszone mit Bay Windows erheben sich die Wohngeschoße mit teilweise durchgehenden Gitterbalkons, vertikal verbundenen Fensterachsen zwischen Lisenen mit Vasendekor und an den Ecken Fensterbändern mit kräftigem Rauten- und Diamantquaderdekor. Darüber verläuft ein weit vorkragendes Kranzgesims. Die Ecke ist turmartig abgerundet ausgeführt und zeigt im obersten Geschoß achteckige Fenster sowie Mosaikreliefs von Leopold Forstner. (Ein seinerzeitiger Tempietto-artiger Aufsatz wurde entfernt.) Die im Erdgeschoß gelegene Musikalienhandlung Gramola verfügt über eine Art-déco-Ausstattung aus der Zeit um 1925. | BDA-Hist.: Q38141088 Status: Bescheid Stand der BDA-Liste: 2025-06-30 Name: Wohn- und Geschäftshaus mit Geschäftsausstattung Fa. Gramola GstNr.: 1146 Graben 16                                                                                       |
| ja   | Datei hochladen | Wohn- und Geschäftshaus HERIS-ID: 72110 Objekt-ID: 85329                                                                              | Graben 17 Standort KG: Innere Stadt                                 | Das secessionistische Wohn- und Geschäftshaus wurde 1904 durch Ernst Gotthilf erbaut. Die zweigeschoßige Geschäftszone ist durch eine dekorative Metallbrüstung abgeschlossen; darüber befindet sich das mit Platten verkleidete Mezzaningeschoß sowie der dreigeschoßige Hauptteil der Fassade mit reich gestalteten, auf Konsolen ruhenden Lisenen. Das Hauptgeschoß ist durch reiche Fensterrahmungen und secessionistische Gitterbalkons hervorgehoben. Das vorkragende, dekorativ mit Blei gedeckte Kranzgesims wird seitlich durch monumentale kniende Atlas-Figuren getragen. | BDA-Hist.: Q38129409 Status: Bescheid Stand der BDA-Liste: 2025-06-30 Name: Wohn- und Geschäftshaus GstNr.: 1148 Graben 17 |
| ja   | Datei hochladen | Wohn- und Geschäftshaus, Ehem. Haus Liebig, Meinl am Graben HERIS-ID: 33123 Objekt-ID: 30419                                          | Graben 20 Standort KG: Innere Stadt                                 | Das 1857/58 erbaute frühhistoristische Eckhaus stammt von Ferdinand Fellner d. Ä. Die reich gegliederte Fassade weist in den Obergeschoßen verschiedenartig gestaltete Fensterrahmungen sowie einen zweigeschoßigen durch Säulen gegliederten Breiterker auf, der auf Volutenkonsolen mit Karyatidhermen ruht und durch eine Balustrade abgeschlossen ist. Über dem Kranzgesims erhebt sich eine Attikabalustrade mit einer Uhr und überlebensgroßen allegorischen Figuren (links Gewerbe, rechts Handel). | BDA-Hist.: Q20119920 Status: Bescheid Stand der BDA-Liste: 2025-06-30 Name: Wohn- und Geschäftshaus, Ehem. Haus Liebig, Meinl am Graben GstNr.: 293 Graben 20                                                                                         |
| ja   | Datei hochladen | Erhaltene Baureste von porta decumana und via decumana HERIS-ID: 113716 Objekt-ID: 132082seit 2020                                    | bei Graben 20, 21 Standort KG: Innere Stadt                         | Baureste der Lagertore des Lagers Vindobona | BDA-Hist.: Q105081859 Status: § 9-Feststellung Bodendenkmal Stand der BDA-Liste: 2025-06-30 Name: Erhaltene Baureste von porta decumana und via decumana GstNr.: 1596, 1656/1, 1665                                                                   |
| ja   | Datei hochladen | Erste Österreichische Sparkasse, Hauptgebäude HERIS-ID: 47458 Objekt-ID: 50531                                                        | Graben 21 Standort KG: Innere Stadt                                 | Dieses palaisartige spätklassizistische Gebäude wurde 1835–1838 von Alois Pichl erbaut. Es hat einen übergiebelten Mittelrisaliten, die Fenster in den Obergeschoßen und die Arkaden im Erdgeschoßen sind additiv angeordnet. Oberhalb des genuteten Mezzanins, das von einem Kordongesims abgeschlossen wird, weisen die oberen Geschoße Eckpilaster auf, die Riesenpilastern zum Tuchlauben hin entsprechen. Im Giebelfeld sind Symbole der Sparkassa (Biene im Lorbeerkranz) zu sehen. | BDA-Hist.: Q38027200 Status: Bescheid Stand der BDA-Liste: 2025-06-30 Name: Erste Österreichische Sparkasse, Hauptgebäude GstNr.: 576 Erste österreichische Spar-Casse (Graben)                                                                       |
| ja   | Datei hochladen | Wohn- und Geschäftshaus HERIS-ID: 75896 Objekt-ID: 89405                                                                              | Graben 22 Standort KG: Innere Stadt                                 | Das strenghistoristische, an drei Seiten frei stehende Wohn- und Geschäftshaus wurde 1874–1876 errichtet (Architekt: Adolf Baumgartner). Das Mezzaningeschoß oberhalb der Sockelzone ist durch Pilaster gegliedert, in den Obergeschoßen weisen die Fassaden additive Fensterreihung mit reicher Rahmung sowie nach Geschoßen unterschiedlichen Fensterverdachungen auf und sind durch Erker gegliedert. Oberhalb einem reich dekorierten Kranzgesims befindet sich ein Attikageschoß; die Brüstung ist teilweise als Balustrade ausgeführt. In dem von Pilastern eingerahmten Rundbogenportal ist das originale Holztor mit Schmiedeeisengitter erhalten. Anmerkung: Identanschriften: Jungferngasse 2, Petersplatz 4 | BDA-Hist.: Q38141104 Status: Bescheid Stand der BDA-Liste: 2025-06-30 Name: Wohn- und Geschäftshaus GstNr.: 578 Graben 22 |
| ja   | Datei hochladen | Unterirdische Bedürfnisanstalt, Öffentliche WC-Anlage HERIS-ID: 75893 Objekt-ID: 89402                                                | Graben (vor 22) Standort KG: Innere Stadt                           | Die unterirdische Toilettenanlage entstand 1904/05; als Architekten werden Viktor Luntz oder Franz Krasny genannt. Die technische Ausstattung stammt von Wilhelm Beetz. Die Anlage ist als Eisenbetonkonstruktion ausgeführt. Die Abgänge von der Straße haben noch die ursprünglichen Geländer sowie Laternen mit Beschriftung („Damen“ bzw. „Herren“), die Einrichtung ist in Formen des Jugendstils gestaltet und zum großen Teil original erhalten. | BDA-Hist.: Q294138 Status: § 2a Stand der BDA-Liste: 2025-06-30 Name: Unterirdische Bedürfnisanstalt, Öffentliche WC-Anlage GstNr.: 1665 Öffentliche Bedürfnisanstalt am Graben                                                                       |
| ja   | Datei hochladen | Wohn- und Geschäftshaus HERIS-ID: 66497 Objekt-ID: 79381                                                                              | Graben 26, 27, 28 Standort KG: Innere Stadt                         | Das monumentale Wohn- und Geschäftshaus entstand 1874 nach Plänen von Oswald Meixner in den Formen der Neu-Wiener Renaissance. Die Hauptzone der Fassade hat additive Fensterreihung mit reichen Rahmungen und variierenden Verdachungen; zwei schwach vortretende Risalite wurden 1997 mit rasterartigen Metallhelmen von Laurids Ortner bekrönt. In den Rundbogenportalen mit maskenartig gestalteten Keilsteinen befinden sich aufwändige Holztüren aus der Entstehungszeit. Unter den Geschäftslokalen im Erdgeschoß befinden sich u. a. das Wäschegeschäft „Zur Schwäbischen Jungfrau“ mit Ladenschildern von Johann Nepomuk Mayer aus dem Biedermeier sowie das ehemalige Juweliergeschäft Schullin, dessen Portal mit Granitplatten und einem markanten Metalladermotiv über dem Eingang Hans Hollein 1972/74 gestaltete. | BDA-Hist.: Q38113150 Status: Bescheid Stand der BDA-Liste: 2025-06-30 Name: Wohn- und Geschäftshaus GstNr.: 579, 582, 581, 580 Graben 26-28 |
| ja   | Datei hochladen | Geschäftslokal samt Geschäftseinrichtung, Konfiserie Altmann & Kühne HERIS-ID: 75892 Objekt-ID: 89400                                 | Graben 30 Standort KG: Innere Stadt                                 | Die Einrichtung der Confiserie Altmann & Kühne wurde 1932 durch Josef Hoffmann und Oswald Haerdtl geschaffen und ist weitgehend original erhalten. | BDA-Hist.: Q38141069 Status: Bescheid Stand der BDA-Liste: 2025-06-30 Name: Geschäftslokal samt Geschäftseinrichtung, Konfiserie Altmann & Kühne GstNr.: 593 Altmann & Kühne                                                                          |
| ja   | Datei hochladen | Tabak-Trafik HERIS-ID: 109022 Objekt-ID: 126570                                                                                       | Graben 31 Standort KG: Innere Stadt                                 | Das Geschäftsportal mit einem markanten (Tabak?-)Blatt über dem Eingang entstand 1992 nach einem Entwurf von Hans Hollein. | BDA-Hist.: Q37813961 Status: Bescheid Stand der BDA-Liste: 2025-06-30 Name: Tabak-Trafik GstNr.: 590/2 Tabak-Trafik Graben 31 |
| ja   | Datei hochladen | Wohn- und Geschäftshaus, Steyrerhof HERIS-ID: 107798 Objekt-ID: 125160                                                                | Griechengasse 4 Standort KG: Innere Stadt                           | Die Bausubstanz des Komplexes, der aus mindestens vier Häusern entstand, reicht zurück bis ins Hochmittelalter; die verschiedenen Besitzer seit dem 15. Jahrhundert sind namentlich bekannt. Wesentliche Umgestaltungen erfolgten im Spätmittelalter, 1611, 1661, 1732, im 19. Jahrhundert und zuletzt 1986–1991 durch Harry Glück & Partner, wobei das Gebäude mit den angrenzenden Immobilien Fleischmarkt 1, 3 und 5 zu einem Bürokomplex verbunden wurde. Der Baugeschichte entsprechend weist die mehrfach geknickte, stilistisch uneinheitliche Fassade teilweise übereinander liegende Baudetails und Fassadengestaltungen aus den verschiedenen Bauphasen auf. – Eine Gedenktafel erinnert an den serbischen Pädagogen Dositej Obradović. | BDA-Hist.: Q37811094 Status: Bescheid Stand der BDA-Liste: 2025-06-30 Name: Wohn- und Geschäftshaus, Steyrerhof GstNr.: 661 Steyrerhof Building, Vienna                                                                                               |
| ja   | Datei hochladen | Griechisch-orientalische Kirche hl. Georg mit Wohnhaus HERIS-ID: 47341 Objekt-ID: 50307                                               | Griechengasse 5 Standort KG: Innere Stadt                           | Die griechisch-orthodoxe Kirche St. Georg ist ein bemerkenswertes Beispiel eines klassizistischen Kirchengebäudes in Wien. Erbaut wurde sie 1803–1806 von Franz Wipplinger und 1898 von Ludwig Tischler umgestaltet und mit dem gleichzeitig erbauten Nachbarhaus verbunden. Die Kirche wurde einem Tempel nachempfunden; über ionischen Kolossalpilastern erhebt sich ein Dreiecksgiebel mit einem Relief des hl. Georg. Der Glockenturm mit Metallhelm und pilastergerahmten Fenstern wurde 1898 hinzugefügt. Das Innere stammt aus der Erbauungszeit und die Einrichtung ist ein bedeutendes klassizistisches Ensemble. | BDA-Hist.: Q1509553 Status: § 2a Stand der BDA-Liste: 2025-06-30 Name: Griechisch-orientalische Kirche hl. Georg mit Wohnhaus GstNr.: 656 St. George's Church, Vienna                                                                                 |
| ja   | Datei hochladen | Miethaus HERIS-ID: 33124 Objekt-ID: 30421                                                                                             | Grillparzerstraße 14 Standort KG: Innere Stadt                      | Das strenghistoristische Eckhaus entstand 1881 durch Wilhelm Stiassny. Die Fassade ist reduziert erhalten, das Innere ist modern gestaltet. 1995 erfolgte ein Ausbau des Dachgeschoßes durch Walter Stelzhammer. Der 23 m hohe durch Pfeiler gegliederte Hof mit Glasdach beherbergt eine Lichtskulptur von Dieter Bartenbach. | BDA-Hist.: Q37950309 Status: Bescheid Stand der BDA-Liste: 2025-06-30 Name: Miethaus GstNr.: 1533/1 Grillparzerstraße 14, Vienna |
| ja   | Datei hochladen | Neuberger Hof, St. Anna-Hof HERIS-ID: 4769 Objekt-ID: 626                                                                             | Grünangergasse 1 Standort KG: Innere Stadt                          | Das monumentale barocke an drei Seiten frei stehende Miethaus mit mittelalterlichem Kern wurde 1684 durch Christian Alexander Oedtl umgestaltet. Damals entstand auch das barocke Rundbogenportal mit seitlichen Pilastern und geschwungener Sprenggiebelverdachung sowie einer klassizistischen Wappenkartusche mit einem vergoldeten Metallschild. Weitere Umbauten erfolgten 1796 durch Ernest Koch und 1846–1848 durch Ignaz Lössl. Die schlichte Fassade ist durch Ortsteine und Putzbänder gegliedert, die Fenster sind additiv gereiht. In den Innenhöfen befinden sich dreiseitige barocke Pawlatschen. Die Gestaltung des Portals und der Fenster des Geschäftslokals entlang der Schulerstraße stammt von Hans Hollein (1971). | BDA-Hist.: Q38060553 Status: Bescheid Stand der BDA-Liste: 2025-06-30 Name: Neuberger Hof, St. Anna-Hof GstNr.: 859 Grünangergasse 1 |
| ja   | Datei hochladen | Palais Hazenberg, Palais Fürstenberg HERIS-ID: 14212 Objekt-ID: 10443                                                                 | Grünangergasse 4 Standort KG: Innere Stadt                          | Das Palais mit reicher hochbarocker Fassadengliederung und späthistoristischer Innenausstattung wurde 1702–1707 von Antonio Beduzzi erbaut. Die Fassade hat einen rustizierten Sockel, der durch Keilsteine mit Nabelscheiben und Volutenrahmungen rhythmisiert wird, die Fenstergitter sind original erhalten. Die beiden Obergeschoße sind durch reich dekorierte Fensterrahmungen gegliedert. Das Rundbogenportal mit wuchtigen toskanischen Dreiviertelsäulen endet in einer gesprengten Volutenverdachung mit vollplastischen Windhundskulpturen. Die Ausstattung im Inneren stammt aus der Zeit zwischen 1915 und 1919 und ist vor allem in der Beletage bemerkenswert. | BDA-Hist.: Q1660246 Status: Bescheid Stand der BDA-Liste: 2025-06-30 Name: Palais Hazenberg, Palais Fürstenberg GstNr.: 832 Palais Fürstenberg, Vienna                                                                                                |
| ja   | Datei hochladen | Miethaus, Zu den sieben Brunnen HERIS-ID: 24289 Objekt-ID: 20667                                                                      | Grünangergasse 6 Standort KG: Innere Stadt                          | Das klassizistische Miethaus entstand 1772 durch Leopold Grossmann. Die geschichtete und teilweise genutete Fassade weist einen flachen Mittelrisalit mit vertikal gebundenen Fensterachsen mit wechselnden flachen und Giebelverdachungen sowie ein steinernes genutetes Flachbogenportal mit der originalen spätbarocken Türe auf. Die Seitenfassade ist an der Eckachse entsprechend der Hauptfassade, sonst schlichter gestaltet. Im schmalen Innenhof befinden sich Pawlatschen aus der Bauzeit. | BDA-Hist.: Q37883862 Status: Bescheid Stand der BDA-Liste: 2025-06-30 Name: Miethaus, Zu den sieben Brunnen GstNr.: 833 Zu den sieben Brunnen, Grünangergasse 6, Vienna                                                                               |
| ja   | Datei hochladen | Bürgerhaus, Zum grünen Anger, Kipferlhaus HERIS-ID: 23033 Objekt-ID: 19380                                                            | Grünangergasse 8 Standort KG: Innere Stadt                          | Das barocke Bürgerhaus entstand Anfang des 18. Jahrhunderts. Der genutete Sockel umfasst keilsteingerahmte Fenster und Türen; oberhalb eines Kordongesimses schließt sich die Hauptzone an, die durch additiv gereihte, durch Putzfenster vertikal verbundene Fenster in geohrten Rahmungen mit geraden Verdachungen, gebauchte Parapetfelder in der Beletage sowie Eckquaderung und ein Kranzgesims charakterisiert ist. Das steinerne Rundbogenportal ist asymmetrisch angeordnet; darüber befindet sich in einer stuckierten Kartusche das Hauszeichen, das verschiedene Gebäckformen zeigt. An der Rückfassade sind Balkenlöcher und Gewölbeansätze des abgebrochenen Nachbarhauses zu sehen. Der weitläufige zweigeschoßige Keller dient schon seit 1785 als Gaststätte. | BDA-Hist.: Q37873939 Status: Bescheid Stand der BDA-Liste: 2025-06-30 Name: Bürgerhaus, Zum grünen Anger, Kipferlhaus GstNr.: 834 Zum grünen Anger |
| ja   | Datei hochladen | Miethaus, Zum grünen Anker HERIS-ID: 5981 Objekt-ID: 1856                                                                             | Grünangergasse 10 Standort KG: Innere Stadt                         | Das klassizistische Miethaus – Wohnhaus Franz Grillparzers – wurde 1784 im Plattenstil errichtet. Die Fassade ist durch additive Fensterreihung mit geraden Verdachungen, Plattendekor, Kordongesimse und ein schlichtes gerade verdachtes Rundbogenportal mit Pfeilerrahmung und Schlussstein gestaltet. Im Innenhof befinden sich verglaste Pawlatschen. Im Stiegenhaus sind das klassizistische Geländer und eine Gittertür erhalten. | BDA-Hist.: Q37867997 Status: § 2a Stand der BDA-Liste: 2025-06-30 Name: Miethaus, Zum grünen Anker GstNr.: 835 Zum grünen Anker |
| ja   | Datei hochladen | Wohnhaus und Apotheke zum goldenen Reichsapfel HERIS-ID: 14219 Objekt-ID: 10451                                                       | Grünangergasse 12 Standort KG: Innere Stadt                         | Das an drei Seiten frei stehende Wohn- und Geschäftshaus wurde 1785 errichtet. Die Fassade ist im josephinischen Plattenstil gestaltet und weist additive Fensterreihung, Rundbogenfenster im Erdgeschoß, Plattendekor und Kordongesimse sowie ein geohrtes Rechteckportal mit gerader Verdachung und Plattendekor im Sturzfeld, kassettierter Tür mit aufwändigen Beschlägen und Türklopfern in Form von Löwenköpfen auf. Im Erdgeschoß befindet sich seit 1795 die Apotheke zum goldenen Reichsapfel mit originaler klassizistischer Einrichtung und Ausstattung. | BDA-Hist.: Q37743239 Status: Bescheid Stand der BDA-Liste: 2025-06-30 Name: Wohnhaus und Apotheke zum goldenen Reichsapfel GstNr.: 852 Wohnhaus und Apotheke zum goldenen Reichsapfel                                                                 |
| ja   | Datei hochladen | Wohnhaus HERIS-ID: 60648 Objekt-ID: 72992                                                                                             | Habsburgergasse 3 Standort KG: Innere Stadt                         | Durch Carl Steinhofer 1912 erbaut, sind die Obergeschoße des Wohn- und Geschäftshauses späthistoristisch (genutet mit rustiziertem seichtem Mittelrisalit), die Sockelzone mit Geschäftsportalen und dem Eingangstor hingegen secessionistisch (mit Steinplatten sowie Putz- und Messingdekorfüllungen in Metallrahmen) gestaltet. Auch Foyer und Stiegenhaus zeigen secessionistische Elemente. | BDA-Hist.: Q38092651 Status: Bescheid Stand der BDA-Liste: 2025-06-30 Name: Wohnhaus GstNr.: 1142 Habsburgergasse 3 |
| ja   | Datei hochladen | Bürgerhaus, Zum burgundischen Kreuz HERIS-ID: 33127 Objekt-ID: 30430                                                                  | Habsburgergasse 4 Standort KG: Innere Stadt                         | Das barocke Bürgerhaus entstand auf einer nur drei Achsen breiten Parzelle. Der erste, schon vor 1571 entstandene Bau wurde um 1720 aufgestockt und erhielt eine hochbarocke Fassade. Über dem Sockel mit geohrt gerahmten Rechtecköffnungen liegt ein Zwischengeschoß mit Rundbogennischen zwischen den Fenstern; über dem mittleren Fenster ist in einer Kartusche das vergoldete Hauszeichenrelief angebracht. Die darüber befindlichen Obergeschoße sind durch vier korinthische Riesenpilaster, die von monumentalen Atlantenreliefs getragen werden, betont vertikal gegliedert. Den Abschluss nach oben bildet ein Attikageschoß mit toskanischen Pilastern. | BDA-Hist.: Q37950333 Status: Bescheid Stand der BDA-Liste: 2025-06-30 Name: Bürgerhaus, Zum burgundischen Kreuz GstNr.: 1147 |
| ja   | Datei hochladen | Ehem. Palais Cavriani HERIS-ID: 33250 Objekt-ID: 30617                                                                                | Habsburgergasse 5 Standort KG: Innere Stadt                         | Das Palais Cavriani wurde 1723 erbaut. Es hat eine dreiteilige hochbarocke Fassade. Die Sockelzone ist gebändert und weist ein Korbbogenportal mit korinthischen Säulen, einer Schlusssteinmaske und einen konvexen Balkon mit Balustrade auf. Die Oberzone ist durch ein Sohlbankgesims in zwei Zonen geteilt und durch korinthische Riesenpilaster gegliedert. Die Fassade zur Bräunerstraße entspricht vom Aufbau her der zur Habsburgergasse, ist aber mit Festons, Masken und Muscheln reicher dekoriert. Das Rundbogenportal ist von ionisierenden Pilastern flankiert und gerade verdacht und mit einer frühbarocken vergoldeten Madonnenstatue bekrönt, die von zwei Heiligenstatuen (Leopold und Florian) flankiert wird. Anmerkung: Identadresse Bräunerstraße 8 | BDA-Hist.: Q1344981 Status: Bescheid Stand der BDA-Liste: 2025-06-30 Name: Ehem. Palais Cavriani GstNr.: 1140 Palais Cavriani |
| ja   | Datei hochladen | Wohn- und Geschäftshaus HERIS-ID: 69569 Objekt-ID: 82653                                                                              | Habsburgergasse 6-8 Standort KG: Innere Stadt                       | Ferdinand Dehm und Franz Olbricht erbauten 1897 das späthistoristische Wohnhaus mit übergiebeltem Mittelrisalit, gebänderter Sockelzone mit einem von einer Maske gekrönten Rechteckportal und einem Schmiedeeisengitter davor sowie durch Lisenen und neobarock verdachte Fenster additiv gegliederten Obergeschoßen. Im Inneren ist der originale Aufzug mit geätzten Gläsern erhalten. | BDA-Hist.: Q38122705 Status: Bescheid Stand der BDA-Liste: 2025-06-30 Name: Wohn- und Geschäftshaus GstNr.: 1152, 1153 Habsburgergasse 6-8, Vienna |
| ja   | Datei hochladen | Priesterseminar St. Augustin HERIS-ID: 47463 Objekt-ID: 50536                                                                         | Habsburgergasse 7 Standort KG: Innere Stadt                         | Das Seminar entstand 1913/14 als Wohnhaus in secessionistischen und neoklassizistischen Formen durch Franz von Krauß und Josef Tölk. Die Fassade zeigt schlichte additive Fenstergliederung und einen übergiebelten einachsigen Mittelrisalit mit einem toskanischen Säulenportal, das durch zwei Vasen bekrönt ist, sowie geschichteten Ädikulafenstern. | BDA-Hist.: Q38027240 Status: § 2a Stand der BDA-Liste: 2025-06-30 Name: Priesterseminar St. Augustin GstNr.: 1138 Habsburgergasse 7, Vienna |
| ja   | Datei hochladen | Wohn- und Geschäftshaus HERIS-ID: 76508 Objekt-ID: 90087                                                                              | Habsburgergasse 10 Standort KG: Innere Stadt                        | Das Wohnhaus in neoklassizistischen und secessionistischen Formen entstand 1914 durch Friedrich Linder. Zwischen den Schaufenstern im Erdgeschoß erheben sich genutete Pfeiler mit Blattkapitellen, der Mezzanin weist große Geschäftsfenster auf. Oberhalb davon ist die Fassade in Ständerbauweise durch Fensternischen mit Lünetten und konvexen Parapetfeldern, die durch Bänder eingefasst sind, vertikal gegliedert. Das Kordongesims kragt weit vor; darüber erhebt sich ein Attikageschoß mit gekoppelten Rundbogenfenstern. | BDA-Hist.: Q38144499 Status: Bescheid Stand der BDA-Liste: 2025-06-30 Name: Wohn- und Geschäftshaus GstNr.: 1154 Habsburgergasse 10 |
| ja   | Datei hochladen | Salvatorianerkonvent, ehem. Barnabitenkloster HERIS-ID: 47464 Objekt-ID: 50537                                                        | Habsburgergasse 12 Standort KG: Innere Stadt                        | Das hochbarocke Klostergebäude mit schlichter Fassade hat eine komplizierte Baugeschichte und wurde in mehreren Etappen zwischen 1663 und 1756 erbaut. Die Fassade stammt aus dem mittleren 18. Jahrhundert und weist Kordongesimsbänder und additiv gegliederte Fenster auf. Es gibt zwei Portal-Fenster-Gruppen, bei denen sich oberhalb von korbbogigen Reckteckportalen mit geschwungenen Verdachungen von Putti flankierte Heiligenstatuen befinden. Bedeutend sind auch die Innenräume. Das Refektorium ist unter venezianischem Einfluss entstanden und in Wien singulär, es hat einen pilastergegliederten Vorraum mit gefaschtem Kreuzgratgewölbe. Die Bibliothek hat eine segmentbogige Stichkappentonne und hochbarocke Quadraturmalerei, bedeutend ist auch die Wandverkleidung durch intarsierte Bücherschränke. | BDA-Hist.: Q38027250 Status: § 2a Stand der BDA-Liste: 2025-06-30 Name: Salvatorianerkonvent, ehem. Barnabitenkloster GstNr.: 1158 Salvatorian Monastery St. Michael, Vienna                                                                          |
| ja   | Datei hochladen | Wohnhaus, Zum gelben Adler HERIS-ID: 33129 Objekt-ID: 30432                                                                           | Hafnersteig 6 Standort KG: Innere Stadt                             | Das an der Geländekante gelegene barocke Eckhaus wurde im dritten Viertel des 18. Jahrhunderts erbaut. Zum Hafnersteig hin hat das Haus eine Fassade mit additiver Fenstergliederung und Parapetputzfeldern, zur Griechengasse hin ist das Haus geknickt und weist ein Lisenenportal auf. In einer Mauernische steht eine Immaculatastatue, unterhalb derer sich ein Inschriftenband und eine schmiedeeiserne Rokokolaterne befinden. Anmerkung: Identadresse Griechengasse 7 | BDA-Hist.: Q229578 Status: Bescheid Stand der BDA-Liste: 2025-06-30 Name: Wohnhaus, Zum gelben Adler GstNr.: 666 Zum gelben Adler |
| ja   | Datei hochladen | Miethaus HERIS-ID: 113619seit 2023 | Hansenstraße 2 Standort KG: Innere Stadt                            | Das dreiseitig freistehende Wohnhaus wurde 1870–1872 durch Carl Schumann erbaut; es bildet das Pendant zum gegenüber liegenden Haus Hansenstraße 1–5 und ist eine Einheit mit Nr. 4–6. Die Mitte ist durch einen erhöhten Mittelrisalit, das gebänderte Pilasterportal, einen dreiachsigen Säulenbalkon sowie Büsten und Löwen als Dekorationen hervorgehoben. Anmerkung: Identadresse Bellariastraße 6 | BDA-Hist.: Q119231477 Status: Bescheid Stand der BDA-Liste: 2025-06-30 Name: Miethaus GstNr.: 1550/2 |
| ja   | Datei hochladen | Miethaus HERIS-ID: 28128 Objekt-ID: 24680seit 2015                                                                                    | Hansenstraße 3 Standort KG: Innere Stadt                            | Der gesamte Häuserblock mit Ausnahme von Bellariastraße 10 bildet ein Ensemble, das 1870–1872 von Carl Schumann erbaut wurde. Die Fassaden sind bei allen Häusern einheitlich im Stil der Neu-Wiener Renaissance gebaut, mit erhöhten Mittelrisaliten, seichten Eckrisaliten, additiven Adikulafenstern und reicher pilastrierter Attikazone mit Brüstung. | BDA-Hist.: Q37918081 Status: Bescheid Stand der BDA-Liste: 2025-06-30 Name: Miethaus GstNr.: 1554/2 |
| ja   | Datei hochladen | Nebengebäude des Oberlandesgerichts HERIS-ID: 29284 Objekt-ID: 25926                                                                  | Hansenstraße 4-6 Standort KG: Innere Stadt                          | Das Gebäude bildet den Hauptteil des dreiseitig freistehenden Gebäudes (siehe Nr.2). Dieser Teil hat auf Nr. 4 eine bemerkenswerte Einfahrt mit Stuckmarmor, ionischen Pilastern, Konchennischen, Stuckreliefs und eine Stuckbalkendecke, die in ein erweitertes Vestibül. Auf Nr. 6 befindet sich ein weiteres pilastergegliedertes Foyer. | BDA-Hist.: Q37925542 Status: Bescheid Stand der BDA-Liste: 2025-06-30 Name: Oberlandesgericht GstNr.: 1553/1 Hansenstraße 4 |
| ja   | Datei hochladen | Miethaus HERIS-ID: 76728 Objekt-ID: 90319                                                                                             | Hansenstraße 5 Standort KG: Innere Stadt                            | Der gesamte Häuserblock mit Ausnahme von Bellariastraße 10 bildet ein Ensemble, das 1870–1872 von Carl Schumann erbaut wurde. Die Fassaden sind bei allen Häusern einheitlich im Stil der Neu-Wiener Renaissance gebaut, mit erhöhten Mittelrisaliten, seichten Eckrisaliten, additiven Adikulafenstern und reicher pilastrierter Attikazone mit Brüstung. | BDA-Hist.: Q38145665 Status: Bescheid Stand der BDA-Liste: 2025-06-30 Name: Miethaus GstNr.: 1554/1 |
| ja   | Datei hochladen | Abraham a Sancta Clara-Denkmal HERIS-ID: 23758 Objekt-ID: 20121 Wien Kulturgut: 67503                                                 | Hanuschgasse, beim Eingang zum Burggarten Standort KG: Innere Stadt | Die Steinfigur des Predigers Abraham a Sancta Clara stammt von Hans Schwathe aus dem Jahr 1928. | BDA-Hist.: Q37878620 Status: Bescheid Stand der BDA-Liste: 2025-06-30 Name: Abraham a Sancta Clara-Denkmal GstNr.: 12 Abraham a Sancta Clara Statue, Vienna                                                                                           |
| ja   | Datei hochladen | Wohn- und Geschäftshaus HERIS-ID: 82672 Objekt-ID: 96510                                                                              | Hegelgasse 5 Standort KG: Innere Stadt                              | Hermann Krackowizer war der Schöpfer des 1877 errichteten strenghistoristischen Eckhauses in Formen der Neu-Wiener Renaissance mit additiven Giebelfenstern und Eckrisalit. Das gebänderte Pilasterportal führt in eine pilastergegliederte Einfahrt mit Groteskenmalerei und Stuckrosetten an der Decke. In der Front zur Himmelpfortgasse befindet sich in der Beletage ein Balkon. | BDA-Hist.: Q38178993 Status: Bescheid Stand der BDA-Liste: 2025-06-30 Name: Wohn- und Geschäftshaus GstNr.: 1340/5 |
| ja   | Datei hochladen | Wohn- und Geschäftshaus HERIS-ID: 32061 Objekt-ID: 29116                                                                              | Hegelgasse 7 Standort KG: Innere Stadt                              | Wie das Nachbargebäude Hegelgasse 5 wurde auch dieses Gebäude 1877 durch Hermann Krackowizer in Formen der Neu-Wiener Renaissance erbaut. Die Fassade ist durch korinthische Riesenpilaster und additive Ädikulafenster sowie einen Eckrisalit gegliedert. Die Einfahrt ist durch Pilaster gegliedert, ihre Decke mit Groteskenmalerei und gefasste Rosetten gestaltet. Anmerkung: Identanschrift Johannesgasse 29 | BDA-Hist.: Q37945975 Status: Bescheid Stand der BDA-Liste: 2025-06-30 Name: Wohn- und Geschäftshaus GstNr.: 1340/7 |
| ja   | Datei hochladen | Miethaus HERIS-ID: 41735 Objekt-ID: 42297                                                                                             | Hegelgasse 8 Standort KG: Innere Stadt                              | Das strenghistoristische Eckhaus in Formen der Neu-Wiener Renaissance wurde 1872 durch Ferdinand Schlaf errichtet. Die Fassade ist durch additive Giebelfenster bestimmt; die Rundbogenfenster im Erdgeschoß weisen Lünettengitter auf. In der Mittelachse befindet sich das gebänderte Lisenenportal mit Segmentgiebel. Die pilastergegliederte Einfahrt führt in einen Pawlatschenhof. | BDA-Hist.: Q38002485 Status: § 2a Stand der BDA-Liste: 2025-06-30 Name: Miethaus GstNr.: 1340/10 |
| ja   | Datei hochladen | Wohnhaus HERIS-ID: 63093 Objekt-ID: 75702                                                                                             | Hegelgasse 19 Standort KG: Innere Stadt                             | Das strenghistoristische Wohnhaus im Stil der Neu-Wiener Renaissance mit additiven Giebelfenstern und einer durch Pilaster und Arkaden gegliederten Einfahrt wurde 1868/69 durch Johann Romano von Ringe und August Schwendenwein von Lanauberg errichtet. | BDA-Hist.: Q38102169 Status: Bescheid Stand der BDA-Liste: 2025-06-30 Name: Wohnhaus GstNr.: 1327/1 |
| ja   | Datei hochladen | Heldenplatz HERIS-ID: 23755 Objekt-ID: 20118                                                                                          | Heldenplatz Standort KG: Innere Stadt                               | Der Heldenplatz ist der Vorplatz der Burg zur Ringstraße hin, von der er durch das Äußere Burgtor getrennt ist. Seine Anlage geht auf Pläne Gottfried Sempers und Carl von Hasenauers zurück, ein von zwei an die Hofburg angebauten symmetrischen Gebäudetrakten begrenztes Kaiserforum zu schaffen, das im Maria-Theresien-Platz mit den Museen seine Fortsetzung gefunden hätte. Einer dieser Gebäudeflügel, die Neue Burg, wurde verwirklicht, der Bau des anderen Flügels wurde 1898 aufgegeben, auch der Plan, stattdessen eine Säulenkolonnade zu errichten, wurde nicht verwirklicht. | BDA-Hist.: Q700128 Status: Bescheid Stand der BDA-Liste: 2025-06-30 Name: Heldenplatz GstNr.: 21/1, 21/3, 21/4, 1563/1, 1563/2, 1563/3, 1568/4 Heldenplatz, Vienna                                                                                    |
| ja   | Datei hochladen | Nationalbibliothek (heutiger Lesesaal), Neue Burg HERIS-ID: 17487 Objekt-ID: 13767                                                    | Heldenplatz Standort KG: Innere Stadt                               | Die Neue Burg ist das wichtigste Monumentalbauensemble des strengen Historismus. Es schließt an den 1802–1806 von Louis Montoyer erbauten Festsaaltrakt an und war Teil der Kaiserforumsplanungen von Semper und Hasenauer, wobei der 1879 begonnene Bau erst nach dem Ersten Weltkrieg zum Abschluss gebracht werden konnte. Es ist ein geschwungener konkaver Baukörper, der zum Ring hin in das Corps de Logis übergeht. Die bossierte Sockelzone weist vergitterte Rundbogenfenster und zwanzig bemerkenswerte Statuen auf, die Gestalten aus der Geschichte Österreichs darstellen. Die Oberzone ist hinter einer Kolonnade aus gedoppelten korinthischen Säulen zurückgesetzt. Der Mittelrisalit weist einen Balkon oberhalb des hervortretenden Portals auf, oberhalb davon befindet sich eine von Doppelsäulen flankierte Rundbogennische. Die Gartenseite ist gerade, weist einen der Hauptfassade entsprechenden Mittelrisaliten auf und ist im Obergeschoß durch korinthische Riesenpilaster gegliedert. Die Prunkstiege im Inneren ist nicht nur für ihre Gestaltung, sondern auch für ihre Komplexität bedeutsam. Der heutige Lesesaal der Nationalbibliothek stammt von W. Jaksch aus den Jahren 1962–1966.        | BDA-Hist.: Q1674603 Status: Bescheid Stand der BDA-Liste: 2025-06-30 Name: Nationalbibliothek (heutiger Lesesaal), Neue Burg GstNr.: 1 Neue Burg |
| ja   | Datei hochladen | Museum für Völkerkunde (heute Weltmuseum Wien) HERIS-ID: 47409 Objekt-ID: 50462                                                       | Heldenplatz Standort KG: Innere Stadt                               | Das Weltmuseum Wien ist im Corps de Logis untergebracht, einem quadratischen Baukörper, der an die Neue Burg zum Ring hin anschließt. Auch die Fassade schließt in reduzierter Form an die Gartenfassade der Neuen Burg an. Die Sockelzonen sind rustiziert und durch Lisenen gegliedert, die im Obergeschoß in korinthische Pilaster übergehen, zwischen denen sich allegorische Statuen von Bürgertugenden befinden, die den allegorischen Reliefs der Herrschertugenden in den Giebeln entsprechen. Die Statuen stammen unter anderem von Edmund Hellmer, Carl Kundmann und Viktor Tilgner. Bemerkenswert ist der Arkadenhof im Inneren der mit Serlianen und toskanischen (Erdgeschoß) und ionischen Säulen (Mezzanin) gegliedert ist. | BDA-Hist.: Q124633860 Status: Bescheid Stand der BDA-Liste: 2025-06-30 Name: Museum für Völkerkunde (heute Weltmuseum Wien) GstNr.: 1 Corps de Logis (Hofburg)                                                                                        |
| ja   | Datei hochladen | Prinz Eugen von Savoyen HERIS-ID: 23776 Objekt-ID: 20139 Wien Kulturgut: 48288                                                        | Heldenplatz Standort KG: Innere Stadt                               | Das Denkmal von Anton Dominik Fernkorn wurde 1865 enthüllt. Über einem achtseitigen Podest (Architektur: Siccardsburg/van der Nüll) befindet sich ein ebenfalls achtseitiger Steinsockel mit Eckvoluten, Inschriftentafeln und verschiedenen Appliken aus Bronze (wie kaiserlichen Emblemen, Wappen, Schlachtennamen, Allegorien oder Früchten). Darüber erhebt sich das Reiterstandbild mit hoch aufgerichtetem Pferd, allerdings wird die Figur nicht nur von den Hinterbeinen, sondern auch vom Schwanz abgestützt. | BDA-Hist.: Q15840990 Status: Bescheid Stand der BDA-Liste: 2025-06-30 Name: Prinz Eugen von Savoyen GstNr.: 1563/3 Prince Eugene monument, Vienna |
| ja   | Datei hochladen | Erzherzog Karl-Denkmal HERIS-ID: 23763 Objekt-ID: 20126 Wien Kulturgut: 48287                                                         | Heldenplatz Standort KG: Innere Stadt                               | Das Denkmal von Anton Dominik Fernkorn wurde 1860 enthüllt. Über einem Podest (Architektur von Siccardsburg/van der Nüll) befindet sich ein achtseitiger Steinsockel mit Inschriftentafeln und verschiedenen Appliken aus Bronze (wie kaiserlichen Emblemen, Wappen, Doppeladler, Schlachtennamen). Darüber erhebt sich das Reiterstandbild mit hoch aufgerichtetem Pferd, das ausschließlich auf den Hinterbeinen steht und daher eine technische Meisterleistung darstellt. | BDA-Hist.: Q21093673 Status: Bescheid Stand der BDA-Liste: 2025-06-30 Name: Erzherzog Karl-Denkmal GstNr.: 1563/2 Archduke Charles monument, Vienna                                                                                                   |
| ja   | Datei hochladen | Äußeres Burgtor HERIS-ID: 17481 Objekt-ID: 13761                                                                                      | Heldenplatz Standort KG: Innere Stadt                               | Das Äußere Burgtor wurde 1821–1824 an Stelle des 1809 durch französische Truppen gesprengten Burgtors errichtet und blieb auch nach Abbruch der Stadtbefestigung erhalten. | BDA-Hist.: Q258347 Status: Bescheid Stand der BDA-Liste: 2025-06-30 Name: Äußeres Burgtor GstNr.: 21/4 Äußeres Burgtor |
| ja   | Datei hochladen | Papstkreuz HERIS-ID: 23775 Objekt-ID: 20138                                                                                           | Heldenplatz Standort KG: Innere Stadt                               | Das stählerne Papstkreuz wurde vom Architekten Gustav Peichl entworfen und erinnert an den Besuch von Papst Johannes Paul II. am 10. September 1983. | BDA-Hist.: Q37878849 Status: Bescheid Stand der BDA-Liste: 2025-06-30 Name: Papstkreuz GstNr.: 1563/3 |
| ja   | Datei hochladen | Miethaus HERIS-ID: 4541 Objekt-ID: 386                                                                                                | Helferstorferstraße 6 Standort KG: Innere Stadt                     | Das strenghistoristische Gebäude entstand 1878–1879 nach Plänen von Emil von Förster. Die Fassade ist aufwändig rustiziert; die Ecke ist abgeschrägt, von Ortsteinen eingefasst und durch einen dreigeschoßigen abgerundeten Erker dominiert. Über dem Portal befindet sich ein konvexer Balkon. Das Portal selbst ist durch Diamantquaderung gestaltet und führt in ein durch Säulen und Pilaster gegliedertes Foyer mit Stuckmarmorverkleidung. | BDA-Hist.: Q37985715 Status: Bescheid Stand der BDA-Liste: 2025-06-30 Name: Miethaus GstNr.: 161/2 Helferstorferstraße 6 |
| ja   | Datei hochladen | Denkmal gegen Krieg und Faschismus HERIS-ID: 24534 Objekt-ID: 20932 Wien Kulturgut: 60969                                             | Helmut-Zilk-Platz Standort KG: Innere Stadt                         | Das Denkmal gegen Krieg und Faschismus wurde 1983–1991 von Alfred Hrdlicka als begehbares Mahnmal geschaffen. Es besteht aus den axial angeordneten Teilen Tor der Gewalt, Orpheus betritt den Hades, Stein der Republik (alle aus Granit) und der Bronzeskulptur eines straßenwaschenden Juden. | BDA-Hist.: Q1255665 Status: § 2a Stand der BDA-Liste: 2025-06-30 Name: Denkmal gegen Krieg und Faschismus GstNr.: 1062/15 Monument against war and fascism, Vienna                                                                                    |
| ja   | Datei hochladen | Palais Wilczek, ehem. Palais Brassican HERIS-ID: 33145 Objekt-ID: 30463                                                               | Herrengasse 5 Standort KG: Innere Stadt                             | Das Palais wurde nach 1722 und vor 1737, wahrscheinlich von Anton Ospel erbaut. Es ist ein vierstöckiges Gebäude mit geschoßweise differenzierender Fensterverdachung. Der Mittelrisalit ist mit Riesenpilastern durchzogen, wobei die äußeren beiden schräggestellt sind, und wird von einem Attikagiebel mit Mansarddach bekrönt. Das Säulenportal ist konkav mit seitlich verlaufenden Hermen, oberhalb davon befindet sich ein Balkon mit bemerkenswertem Schmiedeeisengitter. | BDA-Hist.: Q2046912 Status: Bescheid Stand der BDA-Liste: 2025-06-30 Name: Palais Wilczek, ehem. Palais Brassican GstNr.: 75/1 Palais Wilczek |
| ja   | Datei hochladen | Erstes Wiener Hochhaus HERIS-ID: 33146 Objekt-ID: 30464                                                                               | Herrengasse 6-8 Standort KG: Innere Stadt                           | Das erste Hochhaus Wiens wurde 1931–1933 von Siegfried Theiss und Hans Jaksch errichtet. Es gilt als eines der wichtigsten Zeugnisse der Neuen Sachlichkeit in Wien. Der an drei Seiten freistehende Stahlbetonbau ist um zwei Innenhöfe angeordnet. Die Hauptgesimskante befindet sich in der Höhe der angrenzenden Dachgeschoße, darauf ist allerdings ein abgetreppter Turm aufgesetzt. Die Fassade ist durch additiv gereihte französische Fenster gegliedert. | BDA-Hist.: Q1621849 Status: Bescheid Stand der BDA-Liste: 2025-06-30 Name: Erstes Wiener Hochhaus GstNr.: 265/8 Hochhaus Herrengasse |
| ja   | Datei hochladen | Ehem. Palais Modena, Bundesministerium für Inneres HERIS-ID: 33148 Objekt-ID: 30478                                                   | Herrengasse 7 Standort KG: Innere Stadt                             | Dieses Palais geht auf einen Renaissancebau zurück, der zwischen 1515 und 1547 errichtet wurde. Die klassizistische Umgestaltung wurde 1812 von Alois Pichl (Fassade) und Giacomo Quarenghi (Innenausstattung) durchgeführt. Die additiv mit Giebelfensterreihen und korinthischen Pilastern gegliederte Fassade orientiert sich am Theater der Eremitage. Die beiden Balkonportale weisen Tore mit Löwenmasken auf. Bis auf eine mit dorischen Säulen ausgestattete Spätrenaissancehalle ist die Innenraumausstattung ein bedeutendes Beispiel des Klassizismus. Die Räume sind um ein Oktogon angeordnet, dessen plastischer Schmuck von Joseph Klieber stammt. | BDA-Hist.: Q663022 Status: § 2a Stand der BDA-Liste: 2025-06-30 Name: Ehem. Palais Modena, Bundesministerium für Inneres GstNr.: 76 Palais Modena |
| ja   | Datei hochladen | Stadtpalais, Ehem. Palais Mollard-Clary HERIS-ID: 11406 Objekt-ID: 7498                                                               | Herrengasse 9 Standort KG: Innere Stadt                             | Das 1563 genannte Freihaus Mollard wurde 1693 von Domenico Martinelli barock umgestaltet. Es hat eine schmale Fassade und ist um zwei Innenhöfe angeordnet. Die Fassade hat einen gebänderten Sockel und flache, ortsteingequaderte Seitenrisalite, die sich mit den Riesenpilastern der Mittelachsen überschneiden. Unter einem halbkreisförmigen Balkon befindet sich ein gebändertes konvexes Säulenportal mit weiblichen Spandrillenfiguren. Das Palais ist heute eine Außenstelle der Österreichischen Nationalbibliothek (Globenmuseum, Esperantomuseum) | BDA-Hist.: Q610784 Status: Bescheid Stand der BDA-Liste: 2025-06-30 Name: Stadtpalais, Ehem. Palais Mollard-Clary GstNr.: 77 Palais Mollard-Clary |
| ja   | Datei hochladen | Herrenhof samt Geschäftslokal Matern HERIS-ID: 47445 Objekt-ID: 50516                                                                 | Herrengasse 10 Standort KG: Innere Stadt                            | Der frei stehende späthistoristisch-neoklassizistische Bau wurde 1913 durch Viktor Siedek errichtet. Die Fassade ist durch flache Mittel- und Seitenrisalite gegliedert, die Mittelachse wird durch dorische Halbsäulen unter Karyatiden und konvexen Balkonen in der Unterzone und einen vorgeblendeten Tempelportikus in der Oberzone betont. Im Erdgeschoß befindet sich die Säulenhalle des ehemaligen Café Herrenhof. In den beiden obersten Geschoßen war die Reformschule der Pädagogin Eugenie Schwarzwald etabliert; die von Adolf Loos geschaffene Einrichtung ist nicht mehr vorhanden. | BDA-Hist.: Q38027109 Status: Bescheid Stand der BDA-Liste: 2025-06-30 Name: Herrenhof samt Geschäftslokal Matern GstNr.: 265/1 Herrenhof (Innere Stadt, Vienna)                                                                                       |
| ja   | Datei hochladen | Ehem. niederösterreichische Statthalterei bzw. Landesregierung, Außenministerium HERIS-ID: 47407 Objekt-ID: 50450                     | Herrengasse 11 Standort KG: Innere Stadt                            | Der frühhistoristische Monumentalbau mit zwei Innenhöfen entstand 1846/47 durch Paul Sprenger. Der blockhafte Baukörper ist durch additive Rundbogenfenster mit Rundgiebeln gestaltet, die Dekorelemente in den Obergeschoßen sind in Terrakottafarbe ausgeführt. Von der Herrengasse und vom Minoritenplatz führen drei- bzw. einachsige Säulenportale unter leicht vorkragenden Balkons in den Komplex; das Portal am Minoritenplatz wird von Statuen der Landeshauptleute Wolfgang Freiherr von Polheim und Wartburg sowie Johann Anton von Pergen in Rundnischen flankiert. – Der Marmorsaal im ersten Obergeschoß des Quertraktes ist mit Deckenfresken von Leopold Kupelwieser (entstanden 1848–1850) dekoriert. Der Regierungssitzungssaal sowie das ehemalige Vorzimmer des Büros des Landeshauptmanns weisen eine späthistoristische Ausstattung auf, die aus 1891/92 datiert. Anmerkung: Identanschrift Minoritenplatz 8 | BDA-Hist.: Q38026902 Status: § 2a Stand der BDA-Liste: 2025-06-30 Name: Ehem. niederösterreichische Statthalterei bzw. Landesregierung, Außenministerium GstNr.: 78 Niederösterreichische Statthalterei                                               |
| ja   | Datei hochladen | Ehem. Zivnostenská banka, Style Hotel HERIS-ID: 29854 Objekt-ID: 26518                                                                | Herrengasse 12 Standort KG: Innere Stadt                            | Das frei stehende blockhafte Jugendstilgebäude wurde 1914–1919 durch den tschechischen Architekten Franz Krásny geschaffen, wobei teilweise der historistische Vorgängerbau aus dem Jahr 1895 einbezogen wurde. Die Fassade ist in secessionistischen Formen mit neoklassizistischen Anklängen gestaltet. Der zweigeschoßige Sockel ist im Erdgeschoß mit rotem Granit verkleidet, darüber hell gehalten, die Obergeschoße sind durch Lisenen und Parapetfelder, die die Fenster geschoßübergreifend miteinander verbinden, vertikal gegliedert. Der Stuckdekor ist in secessionistischen Formen gehalten. Im Hauptgeschoß befinden sich Reliefs mit lateinischen Inschriften, die das Verladen von Waren auf Schiffe sowie Maschinenarbeiter darstellen. Das kassettierte Gesims kragt weit vor. Im Innenhof ist der Kassensaal der ehemaligen Zivnostenská banka Praha erhalten. | BDA-Hist.: Q37928152 Status: Bescheid Stand der BDA-Liste: 2025-06-30 Name: Ehem. Zivnostenská banka, Style Hotel GstNr.: 261, 262, 264 Herrengasse 12, Vienna                                                                                        |
| ja   | Datei hochladen | Ehem. niederösterreichisches Landhaus HERIS-ID: 33149 Objekt-ID: 30482                                                                | Herrengasse 13 Standort KG: Innere Stadt                            | Das ehemalige Niederösterreichische Landhaus ist ein in Wien einzigartiger Bau, in dem alle Stile von der Gotik bis zum Historismus enthalten sind. Bis ca. 1530 wurde der große Sitzungssaal erbaut, der nach 1550 von Hans Saphoy eingewölbt wurde. Um 1710 wurde die Inneneinrichtung barock umgestaltet, aus dieser Zeit stammt auch das Fresko Austria von Antonio Beduzzi. 1837–1839 wurde dem aus zahlreichen Teilen bestehenden Baukomplex von Alois Pichl zusammengefasst, die Fassade mit den korinthischen Riesensäulen gilt als wichtiges Beispiel des Klassizismus in Wien. 1845/46 erfolgte eine frühhistoristische Umgestaltung der Ständischen Säle durch Leopold Ernst. | BDA-Hist.: Q1498120 Status: § 2a Stand der BDA-Liste: 2025-06-30 Name: Ehem. niederösterreichisches Landhaus GstNr.: 79 Palais Niederösterreich |
| ja   | Datei hochladen | Ehem. österreichische Nationalbank HERIS-ID: 33182 Objekt-ID: 30537                                                                   | Herrengasse 17 Standort KG: Innere Stadt                            | Der ursprüngliche Hauptsitz der Oesterreichischen Nationalbank gilt als „bedeutendes Initialwerk des Wiener Spätklassizismus“ und wurde 1819–1824 nach Plänen des Architekten Charles de Moreau in Formen der italienischen Renaissance erbaut. 1874 wurde der Giebel an der Herrengasse abgetragen und durch Ludwig Wächtler ein neues Treppenhaus errichtet, 1872–1875 ein Erweiterungsbau angeschlossen. Die Hauptfassade ist durch eine zweigeschoßige Bogenfolge auf Pilastern gegliedert, der Mittelrisalit durch korinthische Riesenpilaster, Giebelfenster und ein hohes Rechteckportal mit gerader Verdachung auf Konsolen gestaltet. Im Attikageschoß befindet sich an der Stelle des originalen Giebels eine Gruppe von drei Fenstern. Die Seitenfassade ist einfach mit zwei Risaliten ausgeführt. Der Komplex schließt zwei Arkadenhöfe ein. Im Erdgeschoß und im ersten Obergeschoß befinden sich die ehemaligen Prunkräume, deren Dekor allerdings entfernt wurde. Von der Ausstattung der Nationalbank sind im Keller Tresortüren und Schienen mit Drehkreuzen für den Geldtransport, in den Obergeschoßen Stahljalousien erhalten.                                                                              | BDA-Hist.: Q37950686 Status: Bescheid Stand der BDA-Liste: 2025-06-30 Name: Ehem. österreichische Nationalbank GstNr.: 82 Herrengasse 17, Vienna |
| ja   | Datei hochladen | Ehem. Palais Orsini-Rosenberg, Batthyány, ehem. Hotel Klomser HERIS-ID: 76548 Objekt-ID: 90128                                        | Herrengasse 19 Standort KG: Innere Stadt                            | Identadressen Bankgasse 2 und Schenkenstraße 2. Das Gebäude stammt in seiner heutigen Form aus dem Jahr 1718, als Christian Alexander Oedtl mehrere Gebäude, vor allem das 1692–1697 entstandene Palais Orsini-Rosenberg zusammenfasste, umbaute und teilweise neu fassadierte. Es hat einen hohen genuteten Sockel, über dem sich additive Fensterreihungen befinden. Die Fenster haben reich verzierte Parapete. Bedeutend sind die Rundbogenportale, das in der Herrengasse wird Johann Bernhard Fischer von Erlach zugeschrieben. Es ist von ionischen Pilastern mit Trophäen flankiert und wird von einem konvexen Balkon mit Schmiedeeisengitter gesprengt, auf den Volutenkonsolen befinden sich Schlangenvasen. Die Teile in der Bankgasse und Schenkenstraße sind jeweils separat aufgeführt. | BDA-Hist.: Q64764968 Status: Bescheid Stand der BDA-Liste: 2025-06-30 Name: Ehem. Palais Orsini-Rosenberg, Batthyány, ehem. Hotel Klomser GstNr.: 98 Palais Orsini-Rosenberg                                                                          |
| ja   | Datei hochladen | Palais Trauttmansdorff HERIS-ID: 33150 Objekt-ID: 30483                                                                               | Herrengasse 21 Standort KG: Innere Stadt                            | Das Palais, das von 1639 bis 1940 im Besitz der Familie Trauttmansdorff stand, wurde nach 1639 erbaut und 1792 durch Andreas Zach im Stil des Klassizismus verändert. Die schlichte frühbarocke Fassade ist durch Ortsteinquader gestaltet und weist additiv gereihte Fenster mit Rahmungen und geraden Verdachungen aus dem Jahr 1792 auf. Die Mittelachse mit dem geschichteten Pilasterportal mit Segmentbogenöffnung unter verkröpftem Gebälk ist durch einen seichten, von Lisenen eingerahmten und gebänderten Mittelrisalit aus der Mitte des 17. Jahrhunderts betont; oberhalb des Portals befindet sich ein Dreiecksgiebelfenster mit dem fürstlichen Wappen. Das zweite Obergeschoß wurde 1792 aufgestockt. In der Beletage befinden sich bedeutende klassizistische Festräume: der Grüne und der Große Salon mit vorgelagertem Gang (1792) sowie das spätklassizistische Goldkabinett und der Salon in Formen des Spätempire (1841). | BDA-Hist.: Q27941609 Status: Bescheid Stand der BDA-Liste: 2025-06-30 Name: Palais Trauttmansdorff GstNr.: 99 Palais Trauttmansdorff |
| ja   | Datei hochladen | Ehem. Palais Porcia HERIS-ID: 33151 Objekt-ID: 30484                                                                                  | Herrengasse 23 Standort KG: Innere Stadt                            | Das Palais Porcia ist ein wichtiges Zeugnis der Renaissancearchitektur in Wien. Es wurde 1538–1546 erbaut, spätere Veränderungen gab es im späten 17. und frühen 18. Jahrhundert (Erweiterung durch Domenico Martinelli). Über einem rustizierten Sockel wird die Oberzone durch additiv gereihte Doppelfenster gegliedert, die durch Dreiecksgiebel (17. Jahrhundert) bekrönt sind und zwischen denen sich Putzfelder befinden. Über einem gerade verdachten toskanischen Pilasterportal befindet sich ein volutengerahmter flacher Fenstererker mit geschwungenem Giebel und einem vergoldeten Doppeladler mit den Wappen der österreichischen Länder. | BDA-Hist.: Q2047144 Status: Bescheid Stand der BDA-Liste: 2025-06-30 Name: Ehem. Palais Porcia GstNr.: 100 Palais Porcia |